# Nga xâm lược Ukraina
Ngày 24 tháng 2 năm 2022, Nga tiến hành cuộc xâm lược toàn diện vào Ukraina. Chiến dịch này bắt đầu sau một thời gian tập trung lực lượng cùng sự công nhận độc lập của Nga đối với hai vùng ly khai là Cộng hòa Nhân dân Donetsk và Cộng hòa Nhân dân Lugansk, sau đó là việc Lực lượng vũ trang Nga tiến vào khu vực Donbas ở Đông Ukraina.
Khoảng 06:00 (theo giờ Moskva), Tổng thống Nga Vladimir Putin thông báo về một "chiến dịch quân sự đặc biệt" với mục tiêu "phi quân sự hóa" và "phi phát xít hóa" Ukraina. Vài phút sau, nhiều khu vực trên khắp Ukraina, bao gồm cả thủ đô Kyiv bị tên lửa tập kích. Lực lượng Nga tiến vào Ukraina qua các hướng Nga, Belarus và Krym. Biên phòng Ukraina báo cáo các đồn của họ tại biên giới với Nga và Belarus bị tấn công. Hai giờ sau, Lục quân Nga tiến sâu vào lãnh thổ Ukraina. Tổng thống Ukraina Volodymyr Zelensky phản ứng bằng việc ban bố thiết quân luật, lệnh tổng động viên toàn quốc đồng thời cắt đứt quan hệ ngoại giao với Nga. Cuộc xâm lược bị cộng đồng quốc tế lên án mạnh mẽ, nhiều lệnh trừng phạt được áp đặt lên Nga và một nghị quyết của Đại Hội đồng Liên Hợp Quốc kêu gọi nước này rút quân trong khi các cuộc biểu tình phản đối chiến tranh diễn ra hàng loạt tại Nga cùng nhiều nước khác.

## Bối cảnh
Việc chuyển giao lãnh thổ Bán đảo Krym từ nơi đóng quân của Hạm đội Biển Đen của Nga sang lãnh thổ Ukraina vào năm 1954 bởi Thủ tướng Liên Xô Nikita Khrushchev. Sự kiện này được coi là một "hành động" không đáng quan ngại, vì cả hai nước cộng hòa đều là một phần của Liên bang Xô Viết trước đây. Quyền tự trị của Krym được tái lập sau một cuộc trưng cầu dân ý vào năm 1991.
Sau khi Liên Xô tan rã vào năm 1991, Ukraina và Liên bang Nga tiếp tục giữ mối quan hệ chặt chẽ. Năm 1994, Ukraina đồng ý từ bỏ kho vũ khí hạt nhân của mình và ký giác thư Budapest về đảm bảo an ninh với điều kiện Nga, Vương quốc Anh và Hoa Kỳ sẽ đưa ra sự đảm bảo chống lại các mối đe dọa hoặc sử dụng vũ lực chống lại sự toàn vẹn lãnh thổ hoặc độc lập chính trị của Ukraina. Năm năm sau, Nga là một trong những nước ký kết Hiến chương An ninh châu Âu, nơi nước này "tái khẳng định quyền vốn có của mỗi Quốc gia tham gia được tự do lựa chọn hoặc thay đổi các thỏa thuận an ninh của mình, bao gồm cả các hiệp ước liên minh, khi chúng phát triển".
Mặc dù là một quốc gia độc lập được công nhận từ năm 1991, với tư cách là một nước cộng hòa thuộc Liên Xô cũ, Ukraina đã được giới lãnh đạo của Nga coi là một phần trong phạm vi ảnh hưởng của họ. Năm 2008, Tổng thống Nga Vladimir Putin đã lên tiếng phản đối việc Ukraina trở thành thành viên của NATO. Nhà phân tích người Romania Iulian Chifu và các đồng tác giả của ông vào năm 2009 đã chỉ ra rằng liên quan đến Ukraina, Nga đã theo đuổi phiên bản cập nhật của học thuyết Brezhnev, trong đó quy định rằng chủ quyền của Ukraina không thể lớn hơn chủ quyền của các quốc gia thành viên của hiệp ước Warsaw trước khi sự sụp đổ của vùng ảnh hưởng của Liên Xô trong cuối những năm 1980 và đầu thập niên 1990. Quan điểm này được xây dựng dựa trên tiền đề rằng các hành động của Nga nhằm xoa dịu phương Tây vào đầu những năm 1990 đáng lẽ phải được phương Tây đáp lại, nếu không có sự mở rộng của NATO dọc theo biên giới của Nga.

### Phong trào Euromaidan, chống Euromaidan và sự kiện Lật đổ chính phủ Ukraina 2014
Sau nhiều tuần biểu tình là một phần của phong trào Euromaidan (2013–2014), Tổng thống Ukraina thân Nga Viktor Yanukovych và các nhà lãnh đạo của phe đối lập trong Quốc hội Ukraina vào ngày 21 tháng 2 năm 2014 đã ký một thỏa thuận dàn xếp kêu gọi một cuộc bầu cử sớm. Ngày hôm sau, Yanukovych bỏ trốn khỏi Kyiv trước một cuộc bỏ phiếu luận tội tước quyền tổng thống của ông. Các nhà lãnh đạo của các khu vực phía đông nói tiếng Nga của Ukraina tuyên bố tiếp tục trung thành với Yanukovych, gây ra tình trạng bất ổn thân Nga năm 2014. Tình trạng bất ổn tiếp theo là việc Liên bang Nga sáp nhập Krym vào tháng 3 năm 2014 và chiến tranh ở Donbas, bắt đầu vào tháng 4 năm 2014 với việc thành lập các quốc gia gần như được Nga hậu thuẫn gồm các nước cộng hòa nhân dân Donetsk và Luhansk.
Vào ngày 14 tháng 9 năm 2020, Tổng thống Ukraina Volodymyr Zelensky đã phê duyệt Chiến lược An ninh Quốc gia mới của Ukraina, "quy định sự phát triển của quan hệ đối tác đặc biệt với NATO với mục tiêu trở thành thành viên của NATO." Vào ngày 24 tháng 3 năm 2021, Zelensky đã ký Sắc lệnh số 117/2021 phê duyệt "chiến lược xóa bỏ chiếm đóng và tái hòa nhập lãnh thổ bị chiếm đóng tạm thời đối với Cộng hòa Tự trị Krym và thành phố Sevastopol."
Vào tháng 7 năm 2021, Putin xuất bản một bài luận có tiêu đề Về sự thống nhất lịch sử của người Nga và người Ukraina, trong đó ông khẳng định lại quan điểm của mình rằng người Nga và người Ukraina là "một dân tộc". Nhà sử học người Mỹ Timothy Snyder đã mô tả những ý tưởng của Putin là chủ nghĩa đế quốc. Nhà báo người Anh Edward Lucas đã mô tả nó là chủ nghĩa xét lại lịch sử. Các nhà quan sát khác đã lưu ý rằng giới lãnh đạo Nga có một cái nhìn méo mó về Ukraina hiện đại và lịch sử của quốc gia này.
Nga đã nói rằng việc Ukraina có thể gia nhập NATO và sự mở rộng NATO nói chung đe dọa an ninh quốc gia của nước này. Đáp lại, Ukraina và các quốc gia châu Âu khác láng giềng với Nga đã cáo buộc Putin cố gắng khôi phục Đế quốc Nga - Liên bang Xô viết và theo đuổi các chính sách quân phiệt hiếu chiến.

### Các cáo buộc Ukraina phạm 'tội ác diệt chủng'
Vào ngày 15 tháng 2 năm 2022, Putin nói với báo chí: "Những gì đang diễn ra ở Donbass chính xác là tội diệt chủng". Người phát ngôn Bộ Ngoại giao Hoa Kỳ Ned Price cáo buộc rằng Moskva đang đưa ra những tuyên bố như một cái cớ để xâm lược Ukraina. Những tuyên bố đó, đã lan truyền trên mạng xã hội, bao gồm tội diệt chủng, các ngôi mộ tập thể và khả năng chính phủ Ukraina sử dụng vũ khí hóa học chống lại người dân Donbass. Một số tổ chức quốc tế, bao gồm Cao ủy Nhân quyền Liên hợp quốc, Phái đoàn Giám sát Đặc biệt của OSCE tới Ukraina và Hội đồng Châu Âu không hề tìm thấy bằng chứng nào ủng hộ các tuyên bố của Nga Các cáo buộc diệt chủng đã bị Ủy ban Châu Âu bác bỏ vì là thông tin tuyên truyền sai lệch của Nga. Có rất nhiều trường hợp về những câu chuyện bịa đặt như vậy, được minh họa rõ nhất bằng ví dụ nổi tiếng về một phóng sự truyền hình của Nga cáo buộc các lực lượng Ukraina đóng đinh một cậu bé ở miền đông Ukraina khi bắt đầu cuộc xung đột. Những người kiểm tra sự thật đã nhanh chóng chứng minh rằng câu chuyện hoàn toàn bịa đặt. Những câu chuyện tương tự vẫn tiếp tục xuất hiện. Trên thực tế, không có bằng chứng nào cho thấy các cư dân nói tiếng Nga hoặc dân tộc Nga ở miền đông Ukraina phải đối mặt với sự đàn áp, chứ chưa nói đến tội ác diệt chủng "dưới bàn tay của chính quyền Ukraina".

## Diễn biến cuộc chiến

### Năm 2022

Bản đồ động về diễn biến cuộc chiến

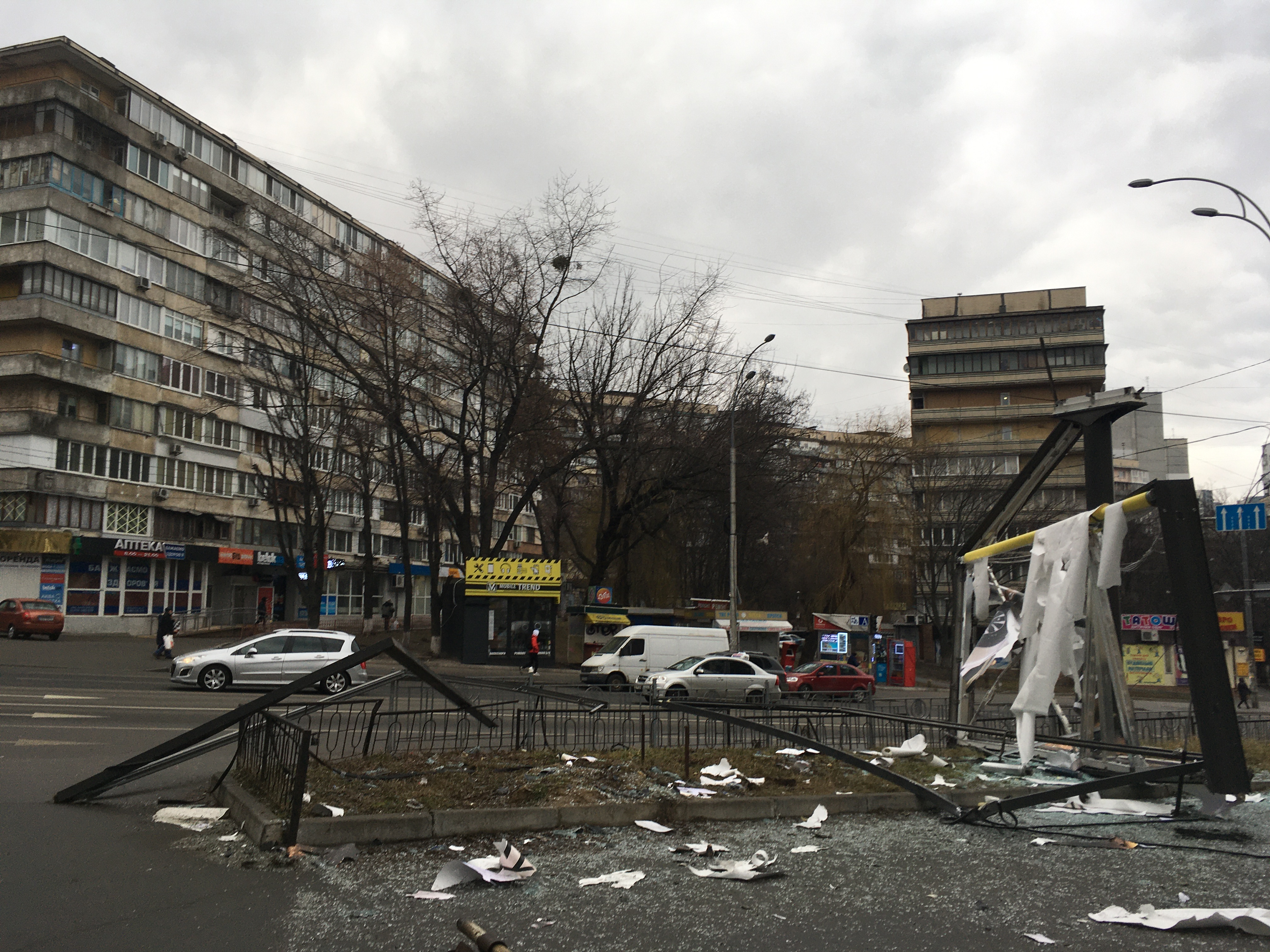
Công trình ở Kiev bị tấn công bởi một tên lửa, 24 tháng 2

Khoảng 06:00 giờ Moskva (UTC+3) ngày 24 tháng 2, Putin thông báo rằng ông đã đưa ra quyết định khởi động một "chiến dịch quân sự đặc biệt" ở miền đông Ukraina. Trong bài phát biểu của mình, Putin khẳng định không có kế hoạch chiếm đóng lãnh thổ Ukraina và ông ủng hộ quyền tự quyết của người dân Ukraina. Putin cũng tuyên bố rằng Nga tìm cách "phi quân sự hóa và phi phát xít hóa" Ukraina. Bộ Quốc phòng Nga đã yêu cầu các đơn vị kiểm soát không lưu của Ukraina dừng các chuyến bay và vùng trời Ukraina bị hạn chế đối với các luồng không lưu phi dân sự, với toàn bộ khu vực này được Cơ quan An toàn Hàng không Liên minh Châu Âu coi là vùng xung đột đang diễn ra.
Trong vòng vài phút sau thông báo của Putin, các vụ nổ đã được báo cáo ở Kyiv, Kharkiv, Odessa và Donbas. Các quan chức Ukraina nói rằng Nga đã đổ bộ quân vào Mariupol và Odessa, đồng thời phóng tên lửa hành trình và tên lửa đạn đạo vào các sân bay, sở chỉ huy quân sự và kho quân sự ở Kyiv, Kharkiv và Dnipro. Các xe cộ quân sự tiến vào Ukraina qua Senkivka, tại điểm tiếp giáp giữa Ukraina với Belarus và Nga, vào khoảng 6:48 sáng giờ địa phương. Một đoạn video đã quay lại cảnh quân đội Nga tiến vào Ukraina từ Crimea do Nga sáp nhập.
Điện Kremlin dự định ban đầu nhắm mục tiêu pháo binh và tên lửa vào các trung tâm chỉ huy và kiểm soát, sau đó gửi máy bay chiến đấu và máy bay trực thăng để nhanh chóng giành kiểm soát trên không. Trung tâm Phân tích Hải quân cho rằng Nga sẽ đánh gọng kìm để bao vây Kyiv và bao vây các lực lượng của Ukraina ở phía đông, với Trung tâm Nghiên cứu Chiến lược và Quốc tế xác định ba trục tiến công: từ Belarus ở phía bắc, từ Donetsk và từ Crimea ở phía nam. Mỹ cho biết họ tin rằng Nga có ý định "chặt đầu" chính phủ Ukraina và thiết lập chính phủ riêng của họ, với các quan chức tình báo Mỹ tin rằng Kyiv sẽ sụp đổ trong vòng 96 giờ nếu dựa vào hoàn cảnh thực tế trên chiến trường.
Theo cựu Thứ trưởng Bộ Nội vụ Ukraina, Anton Herashchenko, hiện đang là cố vấn chính thức của chính phủ, chỉ sau 06:30 UTC+2, các lực lượng Nga đã xâm nhập qua đường bộ gần thành phố Kharkiv và những cuộc đổ bộ với quy mô lớn đã được báo cáo tại thành phố Mariupol. Lúc 07:40, quân đội cũng đang tiến vào đất nước từ lãnh thổ Belarus. Lực lượng Biên phòng Ukraina đã báo cáo các cuộc tấn công vào các địa điểm ở Luhansk, Sumy, Kharkiv, Chernihiv và Zhytomyr, cũng như từ Crimea.
Sau khi ngoại tuyến trong một giờ, trang web của Bộ Quốc phòng Ukraina đã được khôi phục và tuyên bố rằng họ đã bắn rơi năm máy bay và một trực thăng ở Luhansk. Ngay trước 07:00 (UTC+2), Zelenskyy thông báo về việc áp dụng thiết quân luật ở Ukraina. Sau đó, ông ra lệnh cho quân đội Ukraina "gây tổn thất tối đa" cho quân đội Nga. Zelenskyy cũng thông báo rằng quan hệ Nga- Ukraina đang bị cắt đứt, có hiệu lực ngay lập tức. Sau đó trong ngày, ông tuyên bố tổng động viên quân sự. Tên lửa của Nga nhắm mục tiêu vào cơ sở hạ tầng của Ukraina, bao gồm Sân bay Quốc tế Boryspil, sân bay lớn nhất của Ukraina, cách Kyiv 29 km về phía đông. Ukraina đóng cửa không gian cho các chuyến bay dân sự.
Một đơn vị quân đội ở Podilsk đã bị quân Nga tấn công khiến 6 người chết và 7 người bị thương. 19 người nữa cũng bị báo cáo là mất tích. Một người khác bị giết ở thành phố Mariupol. Một ngôi nhà ở Chuhuiv bị pháo Nga làm hư hại; những người cư ngụ của nó bị thương và một cậu bé chết. 18 người đã thiệt mạng do đánh bom của Nga tại làng Lipetske ở Odesa Oblast.
Vào lúc 10:00 (UTC+2), trong cuộc họp chỉ thị của chính quyền tổng thống Ukraina đã báo cáo rằng quân đội Nga đã xâm lược Ukraina từ phía bắc (cách biên giới tới 5 km về phía nam). Quân đội Nga được cho là đang hoạt động ở Kharkiv Oblast, ở Chernihiv Oblast, và gần Sumy. Dịch vụ báo chí của Zelenskyy cũng đưa tin rằng Ukraina đã đẩy lùi một cuộc tấn công ở Volyn Oblast. Vào lúc 10:30 (UTC+2), Bộ Quốc phòng Ukraina báo cáo rằng quân đội Nga ở Chernihiv Oblast đã bị chặn lại, một trận đánh lớn gần Kharkiv đang diễn ra, Mariupol và Shchastia đã được giành lại hoàn toàn.
Quân đội Ukraina tuyên bố rằng sáu máy bay, hai trực thăng và hàng chục xe bọc thép của Nga đã bị phá hủy. Nga phủ nhận mất máy bay hoặc xe bọc thép. Tổng tư lệnh Ukraina Valerii Zaluzhnyi đã công bố các bức ảnh chụp hai binh sĩ Nga bị bắt cho biết họ đến từ Trung đoàn Súng trường Cơ giới Yampolsky số 423 của Lực lượng Vệ binh Nga (đơn vị 91701). Trung đội trinh sát của Lữ đoàn súng trường cơ giới cận vệ 74 của Nga đầu hàng gần Chernihiv.
Trong trận đánh sân bay Antonov, lính dù Nga đã chiếm giữ sân bay Hostomel ở Hostomel, ngoại ô Kyiv, sau khi được trực thăng chở vào sáng sớm; một cuộc phản công của Ukraina để chiếm lại sân bay đã được đưa ra sau đó trong ngày. Lữ đoàn Phản ứng nhanh của Vệ binh Quốc gia Ukraina tuyên bố rằng họ đã chiến đấu tại sân bay, bắn rơi 3 trong số 34 máy bay trực thăng của Nga.
Belarus đã cho phép quân đội Nga xâm lược Ukraina từ phía bắc. Vào lúc 11:00 (UTC+2), lính biên phòng Ukraina báo cáo một vụ chọc thủng phòng tuyến biên giới ở Vilcha (Kyiv Oblast), và lính biên phòng ở Zhytomyr Oblast đã bị bắn phá bởi các bệ phóng tên lửa của Nga (được cho là BM-21 Grad).  Vào lúc 11:30 (UTC+2), một đợt ném bom tên lửa thứ hai của Nga đã nhắm vào các thành phố Kyiv, Odessa, Kharkiv và Lviv. Các trận giao tranh trên bộ nặng nề đã được báo cáo trong các Oblast Donetsk và Luhansk.
Các nhà hoạt động dân quyền ở Ba Lan đã báo cáo sự gia tăng những người di cư từ Belarus đến Ba Lan. Là một phần của cuộc khủng hoảng biên giới Belarus–Liên minh châu Âu 2021–2022, Belarus được các nhà quan sát coi là đang nhận lệnh từ Nga và sử dụng người di cư tại biên giới Ba Lan-Belarus như một vũ khí. Đến 12:04 (UTC+2), quân đội Nga từ Crimea đã tiến về thành phố Nova Kakhovka ở Kherson Oblast. Cuối ngày hôm đó, quân đội Nga tiến vào thành phố Kherson và giành quyền kiểm soát kênh đào Bắc Krym; điều này sẽ cho phép họ tiếp tục cung cấp nước cho bán đảo Krym.

Ngay sau 23:00 (UTC+2), Tổng thống Zelenskyy đã ra lệnh tổng động viên quân sự tất cả nam giới Ukraina từ 18 đến 60 tuổi; vì lý do tương tự, nam giới Ukraina trong độ tuổi đó đã bị cấm rời khỏi Ukraina.
Khoảng 04:00 (UTC + 2) giờ địa phương ngày 25 tháng 2, Kyiv bị rung chuyển với hai vụ nổ từ tên lửa hành trình và tên lửa đạn đạo. Chính phủ Ukraina nói rằng họ đã bắn rơi một máy bay của đối phương trên bầu trời Kyiv, sau đó chiếc máy bay này đã đâm vào một tòa nhà dân cư, khiến nó bốc cháy. Sau đó, người ta xác nhận rằng chiếc máy bay đó là Su-27 của Ukraina. Bộ Quốc phòng Ukraina tuyên bố rằng các lực lượng Nga đã tiến vào quận Obolon, Kyiv, và cách tòa nhà Verkhovna Rada khoảng 9 kilômét (5,6 mi). Một số lực lượng Nga đã tiến vào miền bắc Kyiv, nhưng không tiến xa hơn được. Quân đội Spetsnaz của Nga đã xâm nhập vào thành phố với ý định "săn lùng" các quan chức chính phủ.

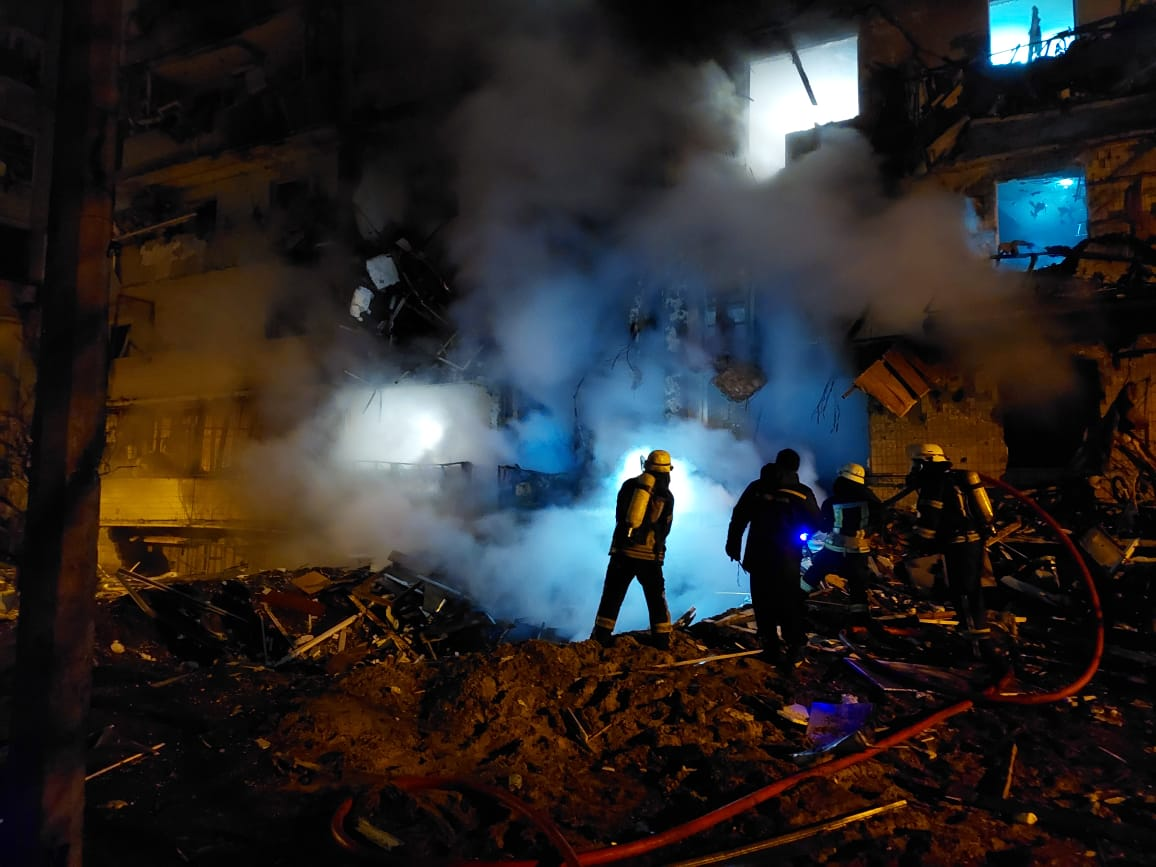
Một khu chung cư ở Kyiv bị pháo kích, ngày 25 tháng 2 năm 2022

Khi quân đội Nga tiếp cận Kyiv, Zelenskyy đã yêu cầu người dân chuẩn bị các loại cocktail Molotov để "vô hiệu hóa" kẻ thù. Putin trong khi đó kêu gọi quân đội Ukraina lật đổ chính phủ. Ukraina đã phân phát 18.000 khẩu súng cho người dân Kyiv, những người bày tỏ thiện chí sẵn sàng chiến đấu và triển khai Lực lượng Phòng vệ Lãnh thổ, thành phần dự bị của quân đội Ukraina, để bảo vệ Kyiv. Bộ Quốc phòng cũng thông báo rằng tất cả thường dân Ukraina đều đủ điều kiện tình nguyện thực hiện nghĩa vụ quân sự bất kể tuổi tác của họ.
Vào lúc 00:00 giờ (UTC) ngày 26 tháng 2, giao tranh ác liệt đã được báo cáo ở phía nam của Kyiv, gần thành phố Vasylkiv và căn cứ không quân ở đó. Bộ Tổng tham mưu Ukraina tuyên bố rằng một máy bay chiến đấu Su-27 của Ukraina đã bắn rơi một máy bay vận tải Il-76 của Nga chở lính dù gần thành phố. Thị trưởng Vasylkiv Natalia Balasinovich cho biết thành phố của bà đã được bảo vệ thành công bởi các lực lượng Ukraina và cuộc giao tranh đã kết thúc.
Nga tạm thời từ bỏ nỗ lực chiếm Chernihiv và Kharkiv sau khi các cuộc tấn công bị đẩy lùi bởi sự kháng cự kiên quyết của Ukraina, và bỏ qua những thành phố này để tiếp tục tiến về phía Kyiv. Ở phía nam, Nga chiếm Berdiansk và đe dọa bao vây Mariupol.
Ngày 27 tháng 2, một đường ống dẫn khí đốt bên ngoài Kharkiv đã nổ tung do một cuộc tấn công của Nga. và kho dầu tại làng Kriachky bị trúng tên lửa Nga. Giao tranh ác liệt gần căn cứ không quân Vasylkiv đã khiến các nhân viên cứu hỏa không thể dập tắt ngọn lửa. Sân bay Zhuliany cũng bị đánh bom.

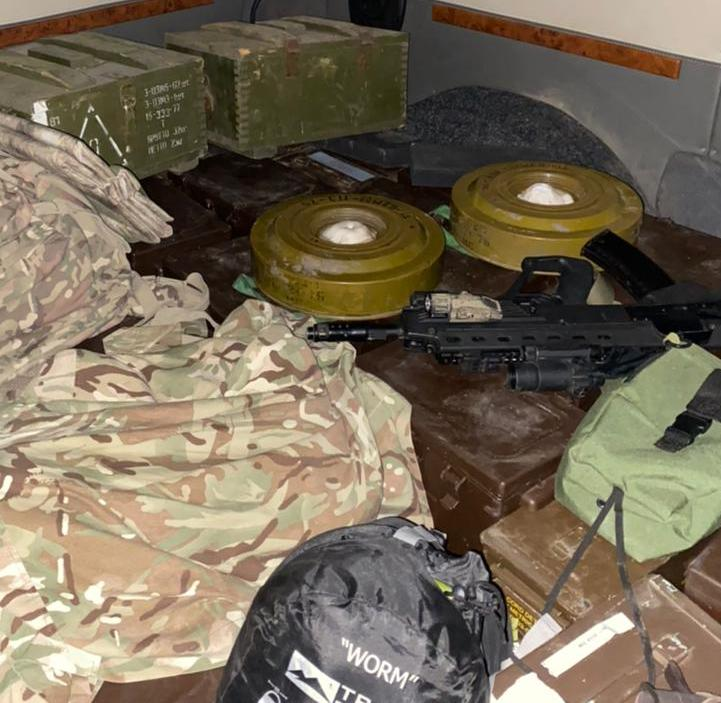
Thiết bị của nhóm phá hoại và trinh sát của Nga bị bắt ở Odessa Oblast

Thị trưởng của Nova Kakhovka, Vladimir Kovalenko, xác nhận rằng thành phố đã bị quân đội Nga chiếm giữ, và ông cáo buộc họ phá hủy các khu định cư của Kozatske và Vesele. Quân đội Nga cũng tiến vào Kharkiv, giao tranh diễn ra trên các đường phố trong thành phố, kể cả ở trung tâm thành phố. Cùng lúc đó, xe tăng Nga bắt đầu tiến vào Sumy. Trong khi đó, Bộ Quốc phòng Nga thông báo rằng các lực lượng Nga đã hoàn toàn bao vây Kherson và Berdiansk, ngoài ra còn đánh chiếm Henichesk và Sân bay quốc tế Kherson ở Chernobaevka. Oleksiy Arestovych, cố vấn của Tổng thống Zelensky, tuyên bố rằng Berdiansk đã bị quân Nga đánh chiếm.
Trong vòng đàm phán thứ hai, Nga và Ukraina đã đồng ý mở các hành lang nhân đạo cho việc sơ tán thường dân. Tổng thống Ukraina Zelenskyy đòi hội đàm trực tiếp với Tổng thống Nga Putin, nói rằng đó là "cách duy nhất để ngăn chặn cuộc chiến này".
Ngày 4 tháng 3, tại Nhà máy điện hạt nhân Zaporizhzhia, một quả đạn đã rơi trong khuôn viên nhà máy, gây ra hỏa hoạn cục bộ một tòa nhà không thuộc lò phản ứng. Cơ quan Thanh tra Quy định Hạt nhân Nhà nước Ukraina cho biết không có thay đổi về mức độ phóng xạ và các quan chức báo cáo rằng đám cháy đã được dập tắt sau vài giờ. Sau một trận đánh khiến ba binh sĩ Ukraina thiệt mạng, quân đội Nga đã chiếm đóng nhà máy điện. Tổng thư ký NATO Jens Stoltenberg đã bác bỏ yêu cầu của Ukraina về việc áp đặt vùng cấm bay quân sự trên lãnh thổ nước này, nói rằng điều đó sẽ dẫn đến một cuộc chiến toàn diện với Nga.
Ngày 05 tháng 3, các lực lượng vũ trang của Liên bang Nga đã tuyên bố ngừng bắn để tổ chức các Hành lang nhân đạo từ Mariupol cho phép khoảng 200.000 dân thường sơ tán khỏi thành phố vốn thiếu nước và điện. Tuy nhiên, ngay sau đó, lệnh ngừng bắn kết thúc với việc Nga và Ukraina đổ lỗi cho nhau về nguyên nhân đưa tới tình trạng này.
Ngày 7 tháng 3, Hội đồng thành phố Hostomel thông báo rằng thị trưởng thành phố Yuri Prilipko đã bị giết bởi lực lượng Nga. Trong khi đó, các lực lượng vũ trang Ukraina cho biết các lực lượng Nga đã chiếm được Vasylivka, Tokmak và Polohy. Vitaliy Kim, thống đốc Mykolaiv Oblast, nói rằng các lực lượng Ukraina đã chiếm lại được Sân bay Quốc tế Mykolaiv. Các lực lượng vũ trang Ukraina trong khi đó tuyên bố đã chiếm lại Chuhuiv trong một cuộc phản công chỉ trong một đêm, ngoài việc giết chết hai chỉ huy của Nga. Bộ Quốc phòng Nga tuyên bố sẽ mở 6 hành lang nhân đạo. Chính phủ Ukraina chỉ trích thông báo này vì chỉ có hai trong số đó dẫn đến các lãnh thổ Ukraina khác, trong khi các thông báo còn lại dẫn đến Nga hoặc Belarus.
Ngày 02 tháng 4, Nga rút quân khỏi Kyiv và Chernihiv, "Với việc nhanh chóng rút khỏi khu vực Kyiv và Chernihiv, rõ ràng là Nga đang ưu tiên một chiến thuật khác: Lùi về mặt trận phía đông và phía nam", Mykhaylo Podolyak, cố vấn của tổng thống Ukraina, thông tin trên mạng xã hội.
Ngày 4 tháng 4, Nga mở một hành lang nhân đạo để sơ tán dân thường khỏi thành phố Mariupol. Ngày 05 tháng 4, thành phố Mariupol của Ukraina hứng chịu hàng loạt trận không kích của Nga, khoảng 90.000 người đã sơ tán dọc theo hành lang giữa thành phố Berdiansk và thành phố Zaporizhzhia, tuy nhiên vẫn còn hơn 100.000 người bị mắc kẹt ở Mariupol. Mariupol trở thành mục tiêu bao vây của quân đội Nga từ đầu tháng 3 và lực lượng này tiếp tục tiến sâu vào thành phố, bất chấp sự kháng cự của Ukraina.
Ngày 08 tháng 4, Ukraina đã giành lại quyền kiểm soát toàn bộ khu vực Sumy ở phía Đông Bắc, sát biên giới Nga, song cảnh báo người dân chưa nên vội trở lại.
Ngày 21 tháng 4, Nga tuyên bố đã giành được quyền kiểm soát thành phố Mariupol, nhưng vẫn còn khoảng 2.000 quân nhân Ukraina cố thủ bên trong Nhà máy Azovstal. Nga tuyên bố sẽ ngừng bắn và mở Hành lang nhân đạo sơ tán khỏi nhà máy Azovstal nếu binh sĩ Ukraina đầu hàng. Ngày 20 tháng 5, 1.908 binh sĩ Ukraina thuộc tiểu đoàn Azov cố thủ trong nhiều tuần dưới nhà máy Azovstal đã ra đầu hàng, Ukraina lệnh binh sĩ ở Azovstal ngừng chiến đấu.
Ngày 28 tháng 5, Nga tuyên bố thành phố Lyman ở miền Đông Ukraina đã hoàn toàn nằm dưới quyền kiểm soát của quân đội Nga và lực lượng ly khai Donbass.
Ngày 07 tháng 6, Nga tuyên bố kiểm soát thành phố Sieverodonetsk.
Ngày 30 tháng 6, Nga rút quân khỏi đảo Rắn để thể hiện cử chỉ thiện chí, quyết định này nhằm tạo điều kiện cho Ukraina xuất khẩu các sản phẩm nông nghiệp, chứng minh cho cộng đồng thế giới thấy rằng Liên bang Nga không can thiệp vào nỗ lực của Liên Hợp Quốc trong quá trình tổ chức Hành lang nhân đạo, hỗ trợ hoạt động xuất khẩu nông sản từ lãnh thổ Ukraina".
Ngày 09 tháng 11, Bộ trưởng Quốc phòng Nga Sergei Shoigu ra lệnh rút quân khỏi thành phố Kherson từ bờ phải sang bờ bên trái sông Dnieper. Tại đây, Nga sẽ dựng một phòng tuyến mới nhằm ngăn chặn đà tiến công của quân đội Ukraina.

### Năm 2023
Ngày 13 tháng 1,  Nga tuyên bố kiểm soát thành phố Soledar ở miền Đông Ukraine sau nhiều tuần giao tranh dữ dội.
Ngày 20 tháng 5,  Nga tuyên bố kiểm soát thành phố Bakhmut. Tổng thống Nga Vladimir Putin chúc mừng các thành viên của công ty quân sự tư nhân Wagner cũng như tất cả binh sĩ Nga, những người đã hỗ trợ với việc hoàn thành chiến dịch kiểm soát Bakhmut. Về phía Ukraine, Thứ trưởng Bộ Quốc phòng Ukraine Hanna Maliar cho rằng "các lực lượng Nga đã giành được một số thắng lợi bên trong Bakhmut, nhưng không kiểm soát được thành phố". Thông báo của Bộ Quốc phòng Nga được đưa ra sau khi ông Yevgeny Prigozhi, người đứng đầu tập đoàn quân sự tư nhân Wagner, tuyên bố lực lượng này đã kiểm soát hoàn toàn thành phố Bakhmut.

### Năm 2024
Ngày 6 tháng 8 năm 2024, Ukraina tấn công vào tỉnh Kursk của Nga.

## Trừng phạt
Các nước phương Tây và những nước khác bắt đầu áp đặt các biện pháp trừng phạt hạn chế đối với Nga khi nước này công nhận nền độc lập của Donbas. Với việc bắt đầu cuộc xâm lược từ ngày 24 tháng 2, nhiều quốc gia đã bắt đầu áp dụng các biện pháp trừng phạt với mục đích làm tê liệt nền kinh tế Nga. Các biện pháp trừng phạt trên phạm vi rộng, nhắm vào các cá nhân, ngân hàng, doanh nghiệp, trao đổi tiền tệ, chuyển khoản ngân hàng, xuất khẩu và nhập khẩu.
Faisal Islam của BBC News cho biết, các biện pháp này khác xa với các biện pháp trừng phạt thông thường và "nên được coi là một hình thức chiến tranh kinh tế". Mục đích của các lệnh trừng phạt là để đẩy Nga vào một cuộc suy thoái sâu sắc với khả năng xảy ra rút tiền hàng loạt từ ngân hàng và siêu lạm phát. Islam lưu ý rằng việc nhắm vào một ngân hàng trung ương G20 theo cách này chưa từng được thực hiện trước đây. Phó Chủ tịch Hội đồng Bảo an Nga và cựu tổng thống Dmitry Medvedev đã chỉ trích các biện pháp trừng phạt của phương Tây áp đặt lên Nga, bao gồm cả các biện pháp trừng phạt cá nhân, và nhận xét rằng đó là dấu hiệu của "sự bất lực chính trị" do NATO rút khỏi Afghanistan. Ông ta đe dọa sẽ quốc hữu hóa các tài sản nước ngoài mà các công ty nắm giữ trong nước Nga.

#### Ngân hàng
Trong một bài phát biểu ngày 22 tháng 2, Tổng thống Hoa Kỳ Joe Biden đã công bố các hạn chế đối với bốn ngân hàng Nga, bao gồm cả V.E.B., cũng như các tỷ phú tham nhũng thân cận với Putin. Thủ tướng Anh Boris Johnson thông báo rằng tất cả các ngân hàng lớn của Nga sẽ bị đóng băng tài sản và bị loại khỏi hệ thống tài chính của Vương quốc Anh, và một số giấy phép xuất khẩu sang Nga sẽ bị đình chỉ. Ông cũng đưa ra lệnh giới hạn tiền gửi cho công dân Nga trong tài khoản ngân hàng của Vương quốc Anh, và đóng băng tài sản của hơn 100 cá nhân và tổ chức khác.
Ngoại trưởng các nước Baltic kêu gọi loại Nga khỏi SWIFT, mạng nhắn tin toàn cầu về thanh toán quốc tế. Các quốc gia thành viên EU khác ban đầu đã miễn cưỡng làm điều này, cả vì các nơi cho vay châu Âu nắm giữ phần lớn trong số gần 30 tỷ đô la của các ngân hàng nước ngoài cho Nga vay và vì Trung Quốc đã phát triển một giải pháp thay thế cho SWIFT gọi là CIPS; vũ khí hóa SWIFT sẽ tạo động lực lớn hơn cho sự phát triển của CIPS, do đó, có thể làm suy yếu SWIFT cũng như sự kiểm soát của phương Tây đối với tài chính quốc tế. Các nhà lãnh đạo khác kêu gọi ngưng cho Nga truy cập SWIFT bao gồm tổng thống Séc Miloš Zeman, và thủ tướng Anh Boris Johnson.

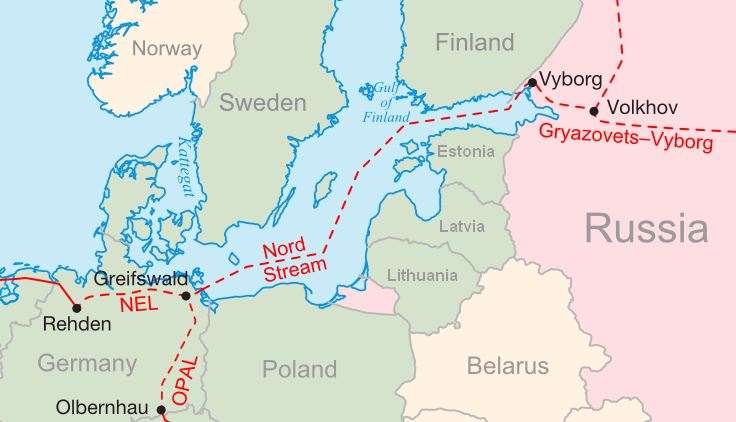
Nord Stream, một đường ống dẫn khí đốt tự nhiên, chạy dưới biển Baltic, đi qua Ukraina. Đức nhập khẩu từ 50% đến 75% lượng khí đốt tự nhiên từ Nga. Nord Stream 2 sẽ tăng gấp đôi công suất hàng năm của Nord Stream lên 110 tỷ m3 (3,9 nghìn tỷ cu ft).

Đức đã phản đối lời kêu gọi cấm Nga tham gia SWIFT, với lý do nó sẽ ảnh hưởng đến các khoản thanh toán cho khí đốt và dầu của Nga; vào ngày 26 tháng 2, Bộ trưởng Ngoại giao Đức Annalena Baerbock và Bộ trưởng Kinh tế Robert Habeck đã đưa ra một tuyên bố chung ủng hộ các hạn chế Nga có mục tiêu từ SWIFT. Ngay sau đó, đã có thông báo rằng các ngân hàng lớn của Nga sẽ bị loại bỏ khỏi SWIFT, mặc dù sẽ vẫn còn khả năng tiếp cận hạn chế để đảm bảo khả năng tiếp tục thanh toán cho các lô hàng khí đốt. Hơn nữa, đã có thông báo rằng phương Tây sẽ áp đặt các biện pháp trừng phạt đối với Ngân hàng Trung ương Nga, ngân hàng nắm giữ 630 tỷ USD dự trữ ngoại hối, để ngăn ngân hàng này thanh lý tài sản để bù đắp tác động của các lệnh trừng phạt. Vào ngày 26 tháng 2, hai ngân hàng nhà nước của Trung Quốc - Ngân hàng Công thương Trung Quốc, ngân hàng lớn nhất thế giới và Ngân hàng Trung Quốc, nhà giao dịch tiền tệ lớn nhất của đất nước - đã hạn chế tài chính để mua nguyên liệu thô của Nga, hạn chế Nga tiếp cận ngoại tệ. Vào ngày 28 tháng 2, Thụy Sĩ đã đóng băng một số tài sản của Nga và gia nhập các lệnh trừng phạt của EU. Theo Ignazio Cassis, chủ tịch Liên bàng Thụy Sĩ, quyết định này là chưa từng có nhưng phù hợp với sự trung lập của Thụy Sĩ. Cùng ngày, Monaco đã thông qua các biện pháp trừng phạt kinh tế và các thủ tục đóng băng quỹ giống với các thủ tục mà hầu hết các quốc gia châu Âu áp dụng. Singapore trở thành quốc gia Đông Nam Á đầu tiên áp đặt các biện pháp trừng phạt đối với Nga bằng cách hạn chế các ngân hàng và giao dịch liên kết với Nga; động thái này được South China Morning Post mô tả là "gần như bất ngờ". Hàn Quốc tuyên bố sẽ tham gia vào lệnh cấm SWIFT chống lại Nga, cũng như công bố lệnh cấm xuất khẩu các nguyên liệu chiến lược nằm trong các hiệp ước "Big 4" mà Hàn Quốc thuộc về - Nhóm các nhà cung cấp hạt nhân, Wassenaar Arrangement, Australia Group, và Chế độ Kiểm soát Công nghệ Tên lửa; Ngoài ra, 57 vật liệu phi chiến lược, bao gồm chất bán dẫn, thiết bị CNTT, cảm biến, laser, thiết bị hàng hải và thiết bị hàng không vũ trụ, đã được lên kế hoạch để sớm được đưa vào lệnh cấm xuất khẩu.
Vào ngày 28 tháng 2, Nhật Bản thông báo rằng ngân hàng trung ương của họ sẽ tham gia các lệnh trừng phạt bằng cách hạn chế giao dịch với ngân hàng trung ương Nga, đồng thời áp đặt các biện pháp trừng phạt đối với các tổ chức và cá nhân Belarus, bao gồm cả tổng thống Aleksandr Lukashenko, vì Belarus "có liên quan rõ ràng trong cuộc xâm lược" Ukraina. Theo The Wall Street Journal, phần lớn các khoản thanh toán cho nguyên liệu thô năng lượng không được thực hiện từ các biện pháp này. Ngân hàng Trung ương Nga đã bị chặn truy cập hơn 400 tỷ đô la dự trữ ngoại hối được giữ ở nước ngoài. Sergei Aleksashenko, cựu thứ trưởng tài chính Nga, nói: "Đây là một loại bom hạt nhân tài chính đang giáng xuống nước Nga." Giám đốc đối ngoại EU Josep Borrell nói rằng các quốc gia phương Tây "không thể phong tỏa dự trữ của ngân hàng trung ương Nga ở Moscow hoặc ở Trung Quốc".
Vào ngày 1 tháng 3, Đại hội đồng của San Marino đã ủy quyền cho chính phủ nước này thực hiện các biện pháp trừng phạt chống lại Nga, và bác bỏ rằng các biện pháp này có nội dung quân sự. Cùng ngày, Bộ trưởng Tài chính Pháp Bruno Le Maire nói rằng tài sản của Nga đang bị đóng băng bởi các lệnh trừng phạt lên tới 1 nghìn tỷ đô la. Sau các lệnh trừng phạt và chỉ trích về quan hệ của họ với doanh nghiệp Nga, nhiều công ty đã chọn tự nguyện rời khỏi thị trường Nga hoặc Belarussia hoặc để tránh các lệnh trừng phạt tiềm năng trong tương lai. Visa, Mastercard và American Express đã chặn các ngân hàng Nga một cách độc lập kể từ ngày 2 tháng 3. Sau các lệnh trừng phạt của Thụy Sĩ đối với Nga, Credit Suisse đã ban hành lệnh tiêu hủy các tài liệu liên kết các nhà tài phiệt Nga với các khoản cho vay du thuyền, một động thái dẫn đến chỉ trích đáng kể.

### Xuất khẩu
Mỹ đã thiết lập các biện pháp kiểm soát xuất khẩu, một biện pháp trừng phạt mới tập trung vào việc hạn chế Nga tiếp cận các thành phần công nghệ cao, cả phần cứng và phần mềm, được sản xuất bằng bất kỳ bộ phận nào hoặc tài sản trí tuệ nào từ Mỹ. Lệnh trừng phạt yêu cầu bất kỳ cá nhân hoặc công ty nào muốn bán công nghệ, chất bán dẫn, phần mềm mã hóa, laser hoặc cảm biến cho Nga phải yêu cầu giấy phép, giấy phép này theo mặc định đã bị từ chối. Cơ chế thực thi bao gồm các biện pháp trừng phạt đối với cá nhân hoặc công ty, với các biện pháp trừng phạt tập trung vào các ngành đóng tàu, hàng không vũ trụ và quốc phòng.

### Mỹ cấm nhập khẩu dầu từ Nga

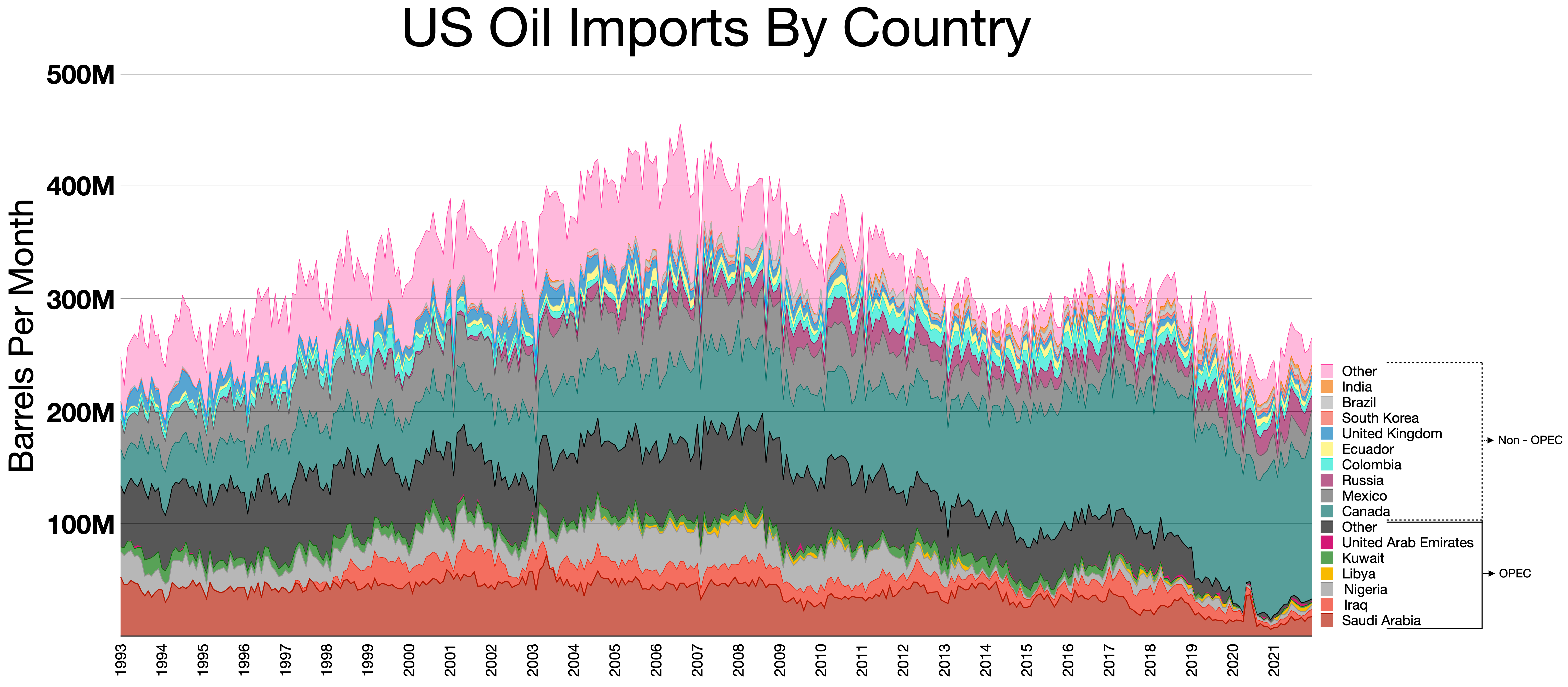
Sản phẩm dầu nhập khẩu theo quốc gia

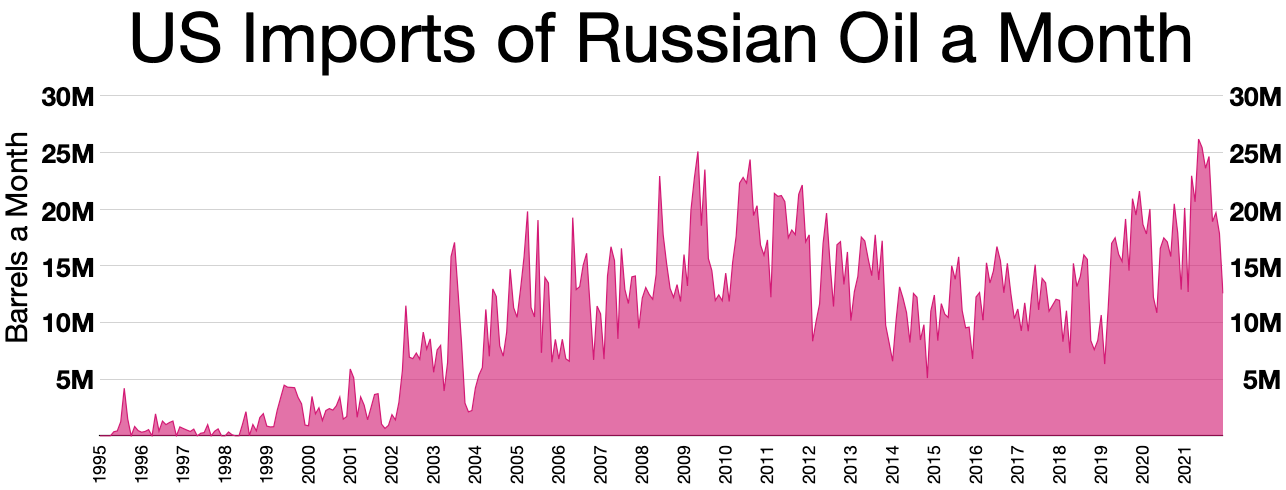
Mỹ nhập cảng sản phẩm dầu mỗi tháng

Các nhà lập pháp Hoa Kỳ đang cân nhắc việc cấm nhập khẩu dầu của Nga vào nước này. Một nhóm các nhà lập pháp lưỡng đảng đang soạn thảo luật. Hoa Kỳ nhập khẩu 405.000 thùng dầu thô mỗi ngày và các sản phẩm dầu mỏ từ Nga trong tháng 12 năm 2021, tương đương khoảng 5% lượng nhập khẩu.

### EU trừng phạt
Sáng 24/2, Chủ tịch Ủy ban châu Âu Ursula von der Leyen thông báo các biện pháp trừng phạt "khủng" của EU sẽ được liên minh này thông qua. Các biện pháp trừng phạt nhắm vào việc chuyển giao công nghệ, ngân hàng Nga và tài sản của Nga. Josep Borrell, Đại diện cấp cao của Liên minh về Chính sách An ninh và Đối ngoại, tuyên bố rằng Nga sẽ phải đối mặt với "sự cô lập chưa từng có", do EU sẽ áp đặt "gói trừng phạt khắc nghiệt nhất mà liên minh này từng thực hiện". Ông cũng nói rằng "đây là một trong những giờ đen tối nhất của châu Âu kể từ sau Chiến tranh thế giới thứ hai". Chủ tịch Nghị viện Châu Âu Roberta Metsola kêu gọi "hành động ngay lập tức, vững chắc và nhanh chóng" và triệu tập một phiên họp bất thường của Nghị viện vào ngày 1 tháng 3. Vào ngày 26 tháng 2, Hải quân Pháp đã đánh chặn tàu chở hàng Baltic Leader của Nga ở eo biển Manche. Con tàu bị nghi là của một công ty trong tầm ngắm bởi lệnh trừng phạt. Con tàu được hộ tống đến cảng Boulogne-sur-Mer và đang được điều tra.

### Không phận

Nga
Ukraina
Các quốc gia cấm máy bay Nga bay vào không phận họ

Vào ngày 25 tháng 2, Vương quốc Anh đã cấm hãng hàng không của Nga Aeroflot, cũng như các máy bay phản lực tư nhân của Nga, vào không phận Vương quốc Anh. Cùng ngày, Ba Lan, Bulgaria và Cộng hòa Séc thông báo rằng họ sẽ đóng cửa không phận của mình đối với các hãng hàng không Nga; Estonia làm theo vào ngày hôm sau. Đáp lại, Nga cấm các máy bay của Anh bay vào không phận của mình. S7 Airlines, hãng hàng không nội địa lớn nhất của Nga, thông báo hủy tất cả các chuyến bay đến châu Âu, và hãng hàng không Delta Air Lines của Mỹ thông báo đình chỉ quan hệ với Aeroflot. Nga thêm nữa cấm trên không phận của mình tất cả các chuyến bay từ các hãng hàng không ở Bulgaria, Ba Lan và Cộng hòa Séc. Estonia, Romania, Lithuania và Latvia thông báo họ cũng sẽ cấm các hãng hàng không Nga đến không phận của họ. Đức cũng cấm máy bay Nga bay vào không phận của mình. Vào ngày 27 tháng 2, Bộ Ngoại giao Bồ Đào Nha thông báo rằng họ đã đóng cửa không phận Bồ Đào Nha đối với máy bay Nga. Cùng ngày, EU thông báo rằng họ sẽ đóng cửa không phận của mình đối với máy bay Nga.

### Nord Stream 2
Thủ tướng Đức Olaf Scholz đã phong tỏa vô thời hạn đường ống dẫn khí đốt Nord Stream 2 để đáp trả cuộc xâm lược Ukraina của Nga. Kết quả là Nord Stream 2 đã vỡ nợ.

### Biển Đen
Vào ngày 28 tháng 2, Tổng thống Thổ Nhĩ Kỳ Recep Tayyip Erdoğan tuyên bố rằng Thổ Nhĩ Kỳ sẽ hạn chế quyền tiếp cận của Nga đối với Biển Đen. Vào ngày 2 tháng 3, khinh hạm Đô đốc Kasatonov của Nga bị từ chối không cho vào Biển Đen.

## Hỗ trợ quân sự từ các nước ngoài cho Ukraina

Nga
Ukraina
Các quốc gia cung cấp các thiết bị quân sự cho Ukraina trong cuộc xâm lược của Nga vào năm 2022

Dưới sự lãnh đạo của Viktor Yanukovych, quân đội Ukraina bị sa sút. Nó càng bị suy yếu sau sự sụp đổ của Yanukovych và sự kế vị bởi các nhà lãnh đạo hướng về phương Tây. Sau đó, một số đồng minh của Ukraina bắt đầu cung cấp viện trợ quân sự để tái thiết lực lượng quân sự của họ. Điều này đã giúp quân đội Ukraina nâng cao chất lượng của mình, đưa tới việc quân đội Ukraina đã đạt được những thành công đáng chú ý trước các lực lượng ủy nhiệm của Nga ở Donbas. Đáng chú ý, các lực lượng vũ trang Ukraina đã bắt đầu mua máy bay chiến đấu không người lái Bayraktar TB2 của Thổ Nhĩ Kỳ kể từ năm 2019, được sử dụng lần đầu tiên vào tháng 10 năm 2021 để nhắm vào một vị trí pháo binh của lực lượng ly khai thân Nga ở Donbas.
Khi Nga bắt đầu tăng cường trang bị và quân đội ở biên giới Ukraina, các quốc gia thành viên NATO đã tăng tốc độ chuyển giao vũ khí. Tổng thống Mỹ Joe Biden đã sử dụng Cơ quan thu hồi vốn của Tổng thống vào tháng 8 và tháng 12 năm 2021 để cung cấp 260 triệu đô la viện trợ. Những hoạt động này bao gồm việc cung cấp FGM-148 Javelins và các loại vũ khí chống xe thiết giáp khác, vũ khí nhỏ, nhiều loại đạn dược và các thiết bị khác.
Khi cuộc xâm lược xảy ra, các quốc gia bắt đầu thực hiện các cam kết giao vũ khí nhiều hơn. Bỉ, Cộng hòa Séc, Estonia, Pháp, Hy Lạp, Hà Lan, Bồ Đào Nha, và Vương quốc Anh thông báo rằng họ sẽ gửi tiếp tế để hỗ trợ và bảo vệ quân đội và chính phủ Ukraina. Vào ngày 24 tháng 2, Ba Lan đã chuyển giao một số quân nhu cho Ukraina, bao gồm 100 súng cối, nhiều loại đạn dược và hơn 40.000 mũ bảo hiểm. Trong khi một số trong số 30 thành viên của NATO đồng ý gửi vũ khí, NATO với tư cách là một tổ chức thì không.
Vào tháng 1 năm 2022, Đức loại trừ việc gửi vũ khí cho Ukraina và ngăn chặn Estonia, thông qua các biện pháp kiểm soát xuất khẩu vũ khí do Đức sản xuất, gửi các loại pháo D-30 cũ của Đông Đức tới Ukraina. Đức thông báo họ sẽ gửi 5.000 mũ sắt và một bệnh viện dã chiến tới Ukraina, thị trưởng Kyiv Vitali Klitschko đáp trả một cách chế nhạo: "Họ sẽ gửi gì tiếp theo? Gối?" Vào ngày 26 tháng 2, đảo ngược thái độ trước đó, Đức đã chấp thuận yêu cầu của Hà Lan gửi 400 súng phóng tên lửa cho Ukraina, cũng như 500 tên lửa Stinger và 1.000 vũ khí chống tăng từ nguồn cung cấp của chính nước này.
Vào ngày 27 tháng 2, EU đã đồng ý mua vũ khí chung cho Ukraina. Giám đốc chính sách đối ngoại của EU Josep Borrell tuyên bố rằng họ sẽ mua 450 triệu euro (502 triệu đô la Mỹ) vũ khí và thêm 50 triệu euro (56 triệu đô la) cho quân nhu. Borrell nói rằng các bộ trưởng quốc phòng EU vẫn cần xác định chi tiết về cách thức mua vũ khí và chuyển nó cho Ukraina, nhưng Ba Lan đã đồng ý đóng vai trò là trung tâm phân phối. Borrell cũng tuyên bố rằng họ dự định cung cấp cho Ukraina các máy bay chiến đấu mà họ đã có thể lái. Những khoản này sẽ không được thanh toán thông qua gói hỗ trợ 450 triệu €. Ba Lan, Bulgaria và Slovakia có MiG-29 và Slovakia cũng có Su-25, là những máy bay chiến đấu mà Ukraina đã bay và có thể được chuyển giao mà không cần đào tạo phi công. Vào ngày 1 tháng 3, Ba Lan, Slovakia và Bulgaria xác nhận họ sẽ không cung cấp máy bay chiến đấu cho Ukraina.
Vào ngày 26 tháng 2, Ngoại trưởng Hoa Kỳ Antony Blinken thông báo rằng ông đã ủy quyền 350 triệu đô la hỗ trợ vũ khí, bao gồm "hệ thống chống thiết giáp và phòng không, vũ khí nhỏ và các loại đạn cỡ nòng khác nhau, áo giáp và thiết bị liên quan".  Vào ngày 27 tháng 2, Bồ Đào Nha thông báo rằng họ sẽ gửi súng trường tự động H&K G3 và các thiết bị quân sự khác. Thụy Điển và Đan Mạch đều quyết định gửi lần lượt 5.000 và 2.700 vũ khí chống tăng tới Ukraina. Nga tuyên bố rằng các máy bay không người lái của Mỹ đã cung cấp thông tin tình báo cho hải quân Ukraina để giúp nhắm mục tiêu vào các tàu chiến của họ ở Biển Đen, điều mà Mỹ phủ nhận. Đan Mạch cũng cung cấp 300 tên lửa Stinger không hoạt động mà Mỹ trước tiên sẽ giúp đưa vào hoạt động .
Chính phủ Na Uy, sau khi ban đầu nói rằng họ sẽ không gửi vũ khí cho Ukraina nhưng sẽ gửi các thiết bị quân sự khác như mũ sắt và đồ bảo hộ, đã thông báo vào tối ngày 28 tháng 2 rằng họ cũng sẽ tài trợ lên đến 2.000 vũ khí chống tăng M72 LAW đến Ukraina. Trong một sự thay đổi chính sách lớn tương tự của một quốc gia trung lập, Phần Lan thông báo rằng họ sẽ gửi 2.500 súng trường tấn công cùng với 150.000 viên đạn, 1.500 vũ khí chống tăng bắn một phát và 70.000 gói khẩu phần chiến đấu, để thêm vào áo chống đạn, mũ sắt và vật tư y tế đã được công bố.
Ngày 06 tháng 4 năm 2022, Cộng hòa Séc trở thành quốc gia đầu tiên thuộc khối NATO gửi Xe tăng T-72M, Xe chiến đấu bộ binh BVP-1 và nhiều vũ khí hạng nặng khác cho Ukraina.

## Hậu quả nhân đạo
Ngày 02 tháng 6 năm 2022, Nga và Ukraina đã tiến hành trao đổi thi thể của 160 quân nhân tử trận mỗi bên. Đây được xem là lần đầu tiên hai nước có động thái công khai trao đổi thi thể quân nhân thiệt mạng. Cuộc trao đổi đã diễn ra ở đường liên lạc ở khu vực Zaporizhzhia.

### Thương vong

Nga
Ukraina
Các quốc gia gửi viện trợ cho Ukraina tính cả viện trợ nhân đạo

| Nhóm                                                        | Số lượng                                                        | Khoảng thời gian                 | Nguồn                     |
| ----------------------------------------------------------- | --------------------------------------------------------------- | -------------------------------- | ------------------------- |
| Dân thường                                                  | 3,000 người thiệt mạng (tính riêng ở Mariupol và Kharkiv )      | 24 tháng 2 - 16 tháng 3 năm 2022 | Chính phủ Ukraina         |
| Dân thường                                                  | 726 người thiệt mạng (số liệu thực tế ước tính cao hơn đáng kể) | 24 tháng 2 - 15 tháng 3 năm 2022 | Liên Hợp Quốc             |
| Quân đội, Vệ binh Quốc gia Ukraina và lực lượng tình nguyện | Hơn 14 000 người thiệt mạng 30.000 người bị thương              | 24 tháng 2 - 16 tháng 4 năm 2022 | Chính phủ Nga             |
| Quân đội, Vệ binh Quốc gia Ukraina và lực lượng tình nguyện | 2,000–4,000 người thiệt mạng                                    | 24 tháng 2 - 9 tháng 3 năm 2022  | Quan chức Hoa Kỳ          |
| Quân đội, Vệ binh Quốc gia Ukraina và lực lượng tình nguyện | 2.500-3.000 người thiệt mạng 10.000 người bị thương             | 24 tháng 2 - 16 tháng 4 năm 2022 | Chính phủ Ukraina         |
| Lực lượng vũ trang Nga                                      | 1351 người thiệt mạng 3820 người bị thương                      | 24 tháng 2 - 16 tháng 4 năm 2022 | Chính phủ Nga             |
| Lực lượng vũ trang Nga                                      | 7,000 người thiệt mạng                                          | 24 tháng 2 - 16 tháng 3 năm 2022 | Tình báo Hoa Kỳ           |
| Lực lượng vũ trang Nga                                      | 14,000 thương vong                                              | 24 tháng 2 - 17 tháng 3 năm 2022 | Chính phủ Ukraina         |
| Lực lượng ly khai ở Donbas                                  | 47–77 người thiệt mạng                                          | 25 tháng 2 - 7 tháng 3 năm 2022  | Cộng hòa Nhân dân Donetsk |

#### Thương vong nước ngoài
| Quốc gia    | Số người thiệt mạng | Nguồn           |
| ----------- | ------------------- | --------------- |
| Hy Lạp      | 12                  | [ 244 ] [ 245 ] |
| Azerbaijan  | 4                   | [ 246 ]         |
| Belarus     | 2                   | [ 247 ]         |
| Afghanistan | 1                   | [ 248 ]         |
| Algeria     | 1                   | [ 249 ]         |
| Armenia     | 1                   | [ 250 ]         |
| Bangladesh  | 1                   | [ 251 ]         |
| Ấn Độ       | 1                   | [ 249 ] [ 252 ] |
| Iraq        | 1                   | [ 253 ]         |
| Ireland     | 1                   | [ 254 ]         |
| Israel      | 1                   | [ 255 ]         |
| Hoa Kỳ      | 1                   | [ 256 ]         |

### Người tị nạn

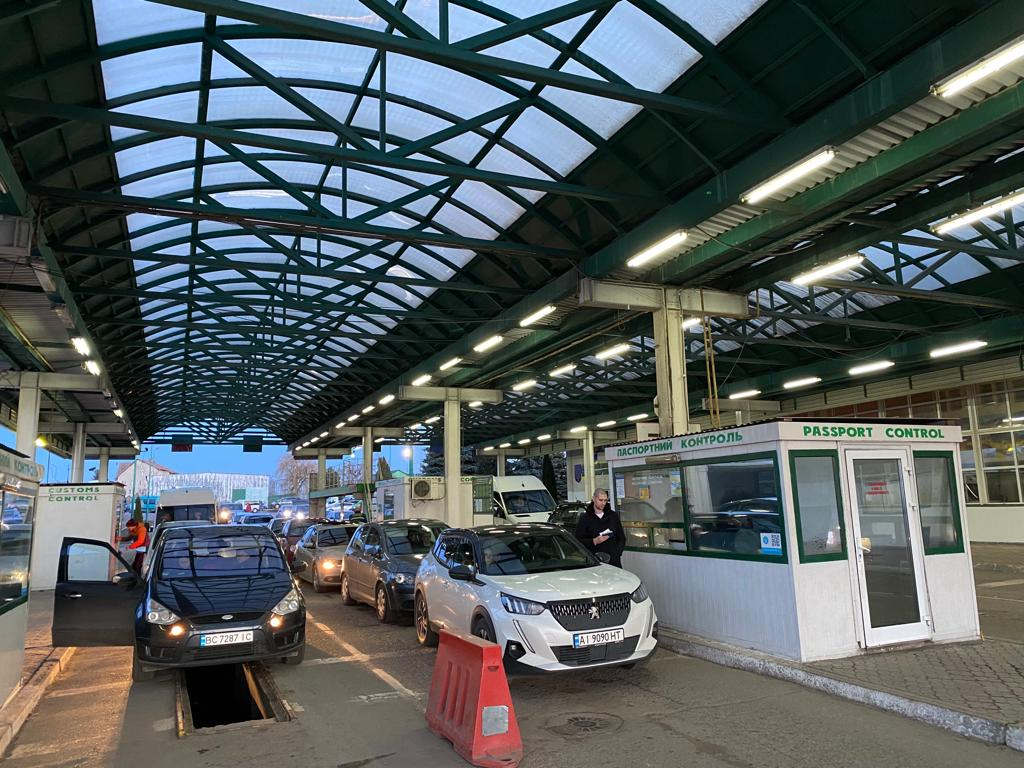
Hàng đông người tị nạn từ Ukraina tại các của khẩu biên giới ở phía tây đất nước

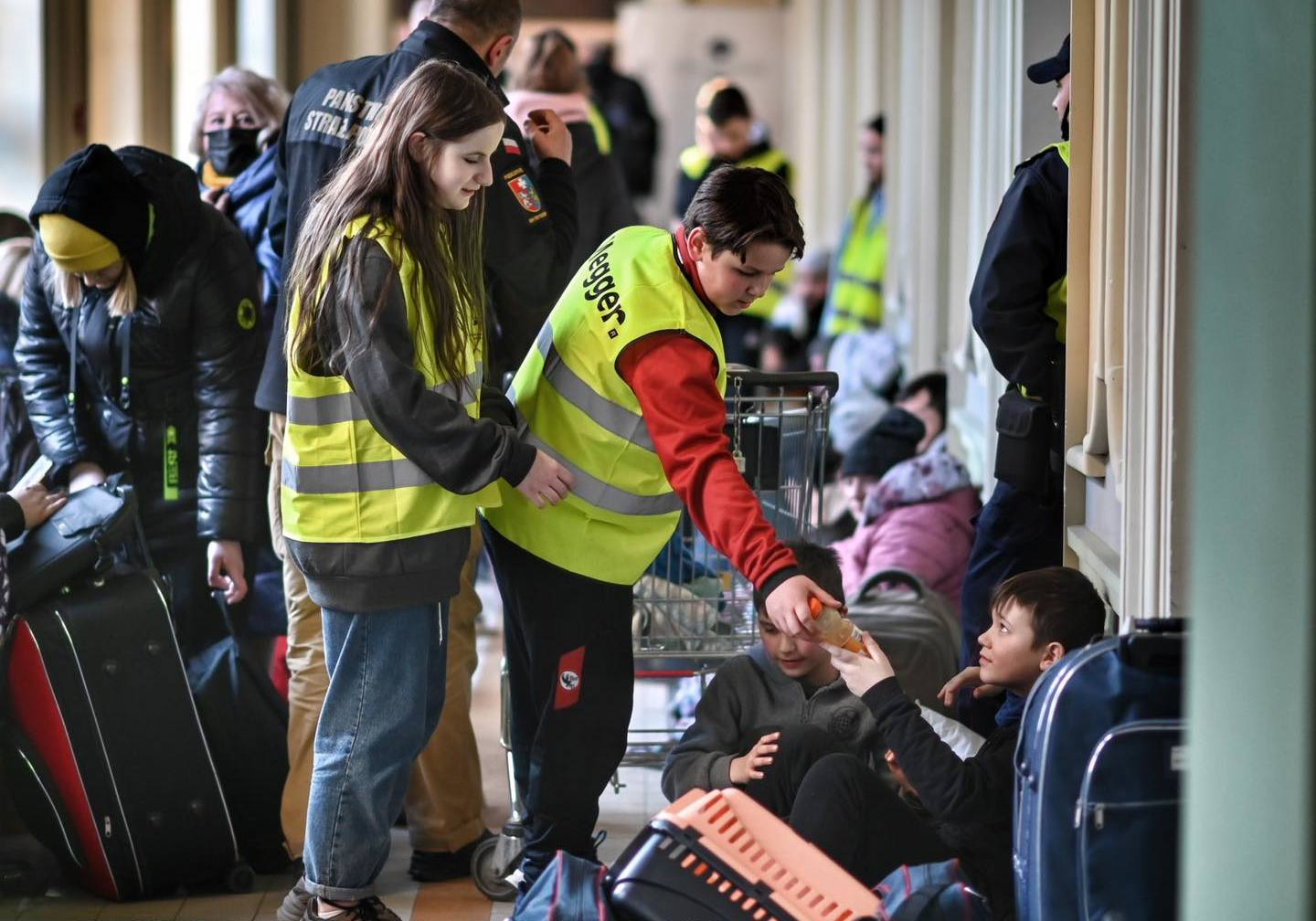
Các tình nguyện viên giúp đỡ những người tị nạn ở ga xe lửa Przemyśl

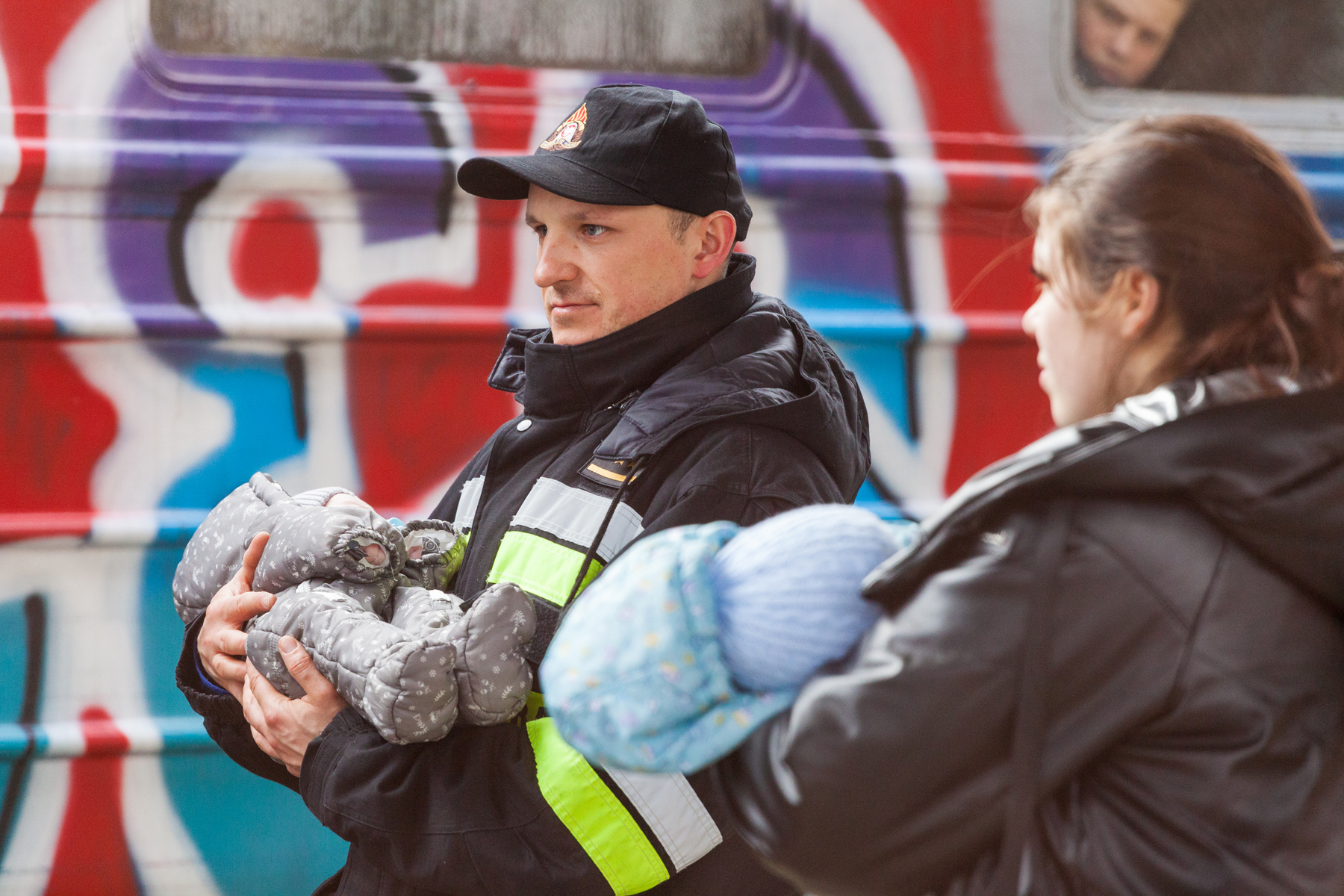
Một người lính cứu hỏa Ba Lan đang ôm một đứa trẻ mang quốc tịch Ukraina trên tay

Do quân đội tiếp tục được tăng cường dọc theo biên giới Ukraina, nhiều chính phủ và tổ chức viện trợ láng giềng đã chuẩn bị cho một sự kiện di cư hàng loạt trong nhiều tuần trước khi cuộc xâm lược thực sự xảy ra. Bộ trưởng Quốc phòng Ukraina đã ước tính vào tháng 12 năm 2021 rằng một cuộc tấn công có khả năng buộc từ ba đến năm triệu người phải rời bỏ nhà cửa của họ.

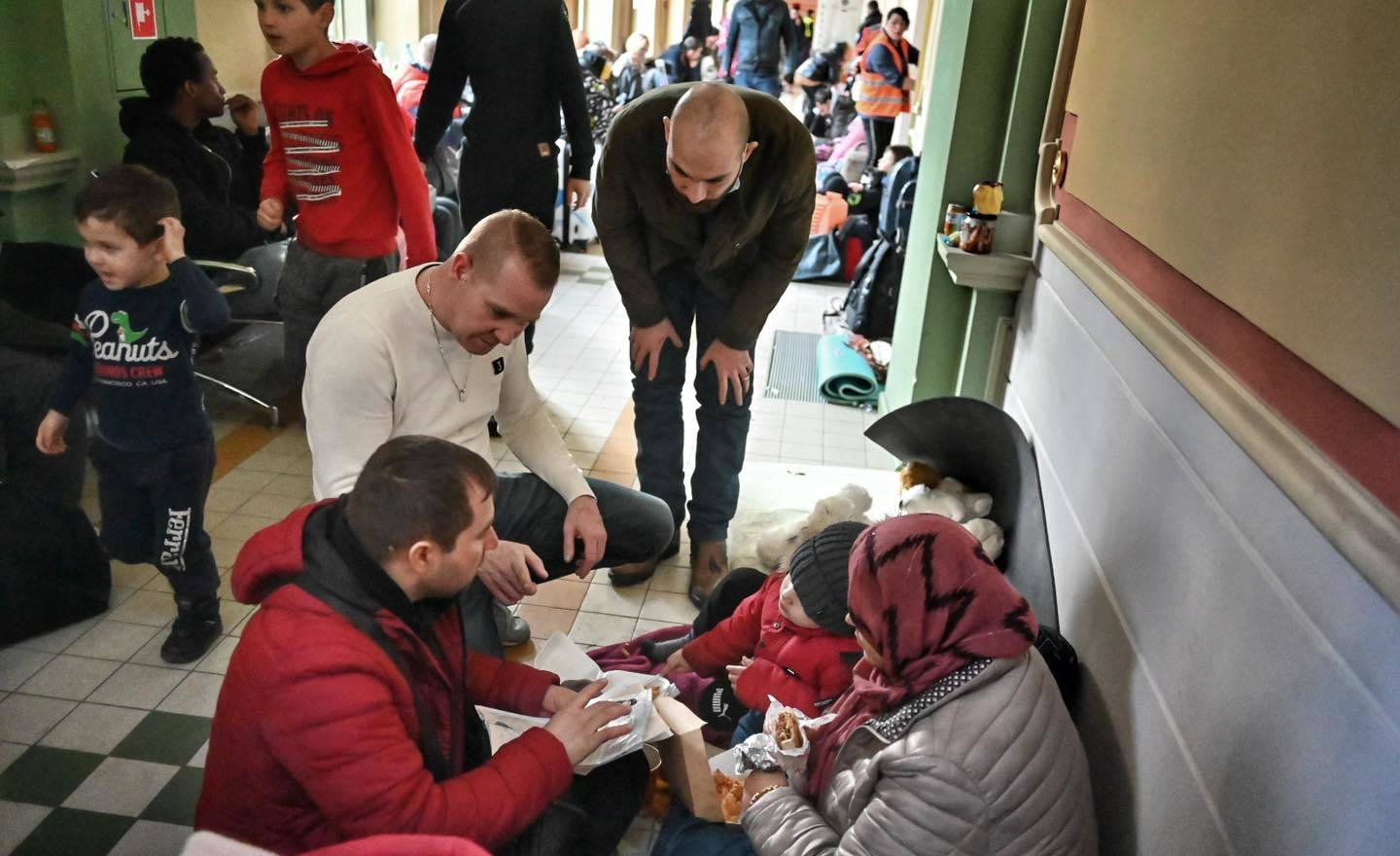
Những người tị nạn chăm sóc lẫn nhau gần nhà ga xe lửa tại biên giới Ba Lan

Tổng thống Moldova, Maia Sandu tuyên bố rằng tính đến ngày 24 tháng 2, hơn bốn nghìn công dân Ukraina đã sang Moldova. Ba Lan đang chuẩn bị cho một dòng người tị nạn. Để tạo thuận lợi cho việc qua lại biên giới, Ba Lan đã dỡ bỏ các quy tắc nhập cảnh COVID-19. Trước khi chiến tranh nổ ra, những người tị nạn Ukraina cũng bắt đầu sang Romania. Romania cũng miễn kiểm dịch bắt buộc cho những người tị nạn Ukraina khi nhập cảnh vào quốc gia này.
Trong tuần đầu tiên của cuộc xâm lược, Liên Hợp Quốc báo cáo hơn một triệu người tị nạn đã rời khỏi Ukraina; con số này sau đó đã tăng lên hơn 3,1 triệu vào ngày 15 tháng 3. Hầu hết những người tị nạn là phụ nữ, trẻ em, người già hoặc người khuyết tật. Hầu hết nam công dân Ukraina từ 18 đến 60 tuổi đều bị từ chối cho xuất cảnh khỏi Ukraina như một phần của nghĩa vụ bắt buộc, ngoại trừ nam công dân nước này nếu họ chịu trách nhiệm hỗ trợ tài chính cho ba con trở lên, cha độc thân hoặc cha mẹ / người giám hộ của trẻ em khuyết tật. Nhiều nam giới Ukraina, bao gồm cả các thiếu niên, trong mọi trường hợp, đã chọn ở lại Ukraina để tham gia cuộc kháng chiến chống lại sự xâm lược của Nga. Đã có hơn 66.200 người Ukraina trở về từ nước ngoài để chiến đấu. Một cuộc khủng hoảng người tị nạn thứ hai do cuộc xâm lược và do chính phủ Nga đàn áp đã dẫn đến hơn 200.000 người tị nạn chính trị Nga bay đến các nước như các nước Baltic và Thổ Nhĩ Kỳ. Một số người trong số này đã phải đối mặt với sự phân biệt đối xử vì là người Nga.
Vào ngày 14 tháng 3, BBC News, dựa trên dữ liệu của Cao ủy Liên hợp quốc về người tị nạn, báo cáo rằng tổng số người tị nạn khi đó đã vượt quá 2,8 triệu người, phần lớn trong số họ đã vượt biên sang Ba Lan. Báo cáo của BBC cung cấp  cụ thể số lượng người tị nạn đang tìm kiếm nơi ẩn náu ở các quốc gia, cho biết Ba Lan đã nhận 1.720.227 người tị nạn, Hungary 255.291, Slovakia 204.862, Moldova 106.994, Romania 84.671 (vào ngày 8 tháng 3), Nga 131.365 và Belarus 1.226. Lần đầu tiên trong lịch sử, EU viện dẫn Chỉ thị Bảo vệ Tạm thời, cho phép người tị nạn Ukraina quyền sống và làm việc tại Liên minh Châu Âu trong tối đa ba năm. Thổ Nhĩ Kỳ là một điểm đến quan trọng khác, đăng ký 20.550 người tị nạn Ukraina tính đến ngày 7 tháng 3, theo tuyên bố của Bộ Nội vụ Thổ Nhĩ Kỳ. 

### Cáo buộc
Tổ chức Ân xá Quốc tế và Tổ chức Theo dõi Nhân quyền tuyên bố đã tìm thấy bằng chứng về việc Nga vi phạm luật nhân đạo quốc tế, cáo buộc Nga đã tiến hành các cuộc tấn công bừa bãi vào khu vực dân sự và không kích vào các bệnh viện, bao gồm việc bắn một tên lửa đạn đạo 9M79 Tochka với một đầu đạn chùm về phía một bệnh viện ở Vuhledar, khiến 4 dân thường thiệt mạng và làm 10 người khác bị thương, bao gồm 6 nhân viên y tế.

## Ảnh hưởng kinh tế - xã hội
Ngày 24 tháng 2, ngay sau khi Nga xâm lược Ukraina, giá dầu tại Mỹ đã tăng đột biến. Giá dầu Brent đạt đỉnh 105 USD/thùng lần đầu tiên kể từ năm 2014, kéo theo giá xăng dầu thế giới tăng đột biến. Giá năng lượng cao hơn có thể ăn vào ngân sách của người tiêu dùng và gây thêm áp lực lên lạm phát vốn đã ở mức cao nhất trong 40 năm. Theo Gregory Daco, nhà kinh tế trưởng của EY-Parthenon, nếu giá dầu duy trì ở mức khoảng 100 USD/thùng, chi phí năng lượng cho các hộ gia đình Mỹ có thể tăng trung bình 750 USD trong năm nay so với năm ngoái, khiến họ còn ít tiền hơn để chi tiêu cho các hàng hóa và dịch vụ khác.
Ngay sau khi tổng thống Nga Vladimir Putin phát đi thông tin về "Chiến dịch quân sự đặc biệt", chứng khoán thế giới được nhuộm đỏ hoàn toàn, nhiều chỉ số sụt giảm sâu. Chỉ số tương lai của chứng khoán Mỹ ngay lập tức được nhuộm đỏ với biên độ giảm sâu, DJ Future ngay lập tức giảm hơn 746 điểm rơi sát về mốc 32.000 điểm, S&P F cũng giảm 2,14%, NASDAQ cũng giảm biên độ 2,74%. Chứng khoán Nhật giảm mạnh khi Nikkei giảm hơn 634 điểm, gần 2,4%; Shanghai giảm 0,89%; HSI giảm 3,11%; ASX giảm 3,21% và chứng khoán Hàn giảm mạnh, chỉ số Kospi giảm 2,65%... Với VN-Index, chỉ số mở phiên giảm mạnh sau đó đã hồi lên mức xanh, giữ vững mốc 1.510 điểm nhưng đến 10 giờ chỉ số bắt đầu giảm mạnh có lúc giảm tới 17 điểm do tác động từ quyết định của phía Nga và chứng khoán thế giới.
Giá vàng thế giới tăng dựng đứng đã tác động mạnh mẽ lên thị trường vàng Việt Nam. Ngày 24/2, có thời điểm giá vàng SJC lên tới 67,5 triệu đồng/lượng, mức cao nhất trong lịch sử. Nguyên nhân chủ yếu là do giới đầu tư bắt đầu lo sợ và tìm đến vàng để gia tăng sự bảo vệ tài sản trong những thời điểm đầy bất định, chưa kể yếu tố lạm phát. Theo thông lệ, những bất ổn liên quan đến chính trị, chiến tranh sẽ khiến giá vàng neo ở mức cao.

## Phản ứng của quốc tế

### Các quốc gia
- Hoa Kỳ tuyên bố cấm vận Nga với những điều khoản cô lập về tài chính.[282] Mỹ sẽ giới hạn khả năng kinh doanh của Nga bằng USD, Euro, bảng Anh, Yên. Mỹ trừng phạt các ngân hàng Nga đang có 1.000 tỉ USD tài sản, trong đó có ngân hàng VTB là ngân hàng quốc doanh hàng đầu của Nga. Lệnh cấm vận của Mỹ cũng sẽ áp đặt lên giới tinh hoa Nga và gia đình của những người này.[283]

Nga
Ukraina
Các quốc gia lên án về cuộc xâm lược
Các quốc gia duy trì vị thế trung lập
Các quốc gia ủng hộ cuộc xâm lược hoặc đổ lỗi cuộc xâm lược cho Ukraine /sự khiêu khích của NATO
Không xác định

- Úc áp đặt lệnh cấm vận đối với Nga sau khi Moskva công nhận độc lập cho Donetsk và Luhansk, và ra lệnh điều binh sĩ đến hai khu vực đó.[284]
- Anh Quốc đã phát lệnh cấm đối với hãng hàng không quốc gia Nga Aeroflot.[285]
- Canada đang tăng cường hiện diện quân sự tại Latvia, có biên giới giáp với Nga. Ngoài ra, cấm người Canada mua nợ chính phủ của Nga và giao dịch tài chính với vùng Donetsk hoặc Luhansk. Canada cũng đã liệt vào danh sách đen những nghị sĩ Nga đã bỏ phiếu ủng hộ việc công nhận độc lập cho Donetsk và Luhansk, cũng như các ngân hàng, nhà thầu quân sự và công ty Nga.[284]
- Nhật Bản cấm phát hành trái phiếu Nga ở Nhật và đóng băng tài sản ở Nhật của một số cá nhân người Nga và hạn chế việc đi lại đến Nhật.[284]
- New Zealand áp đặt các lệnh cấm đi lại liên quan Nga và cấm giao dịch hàng hóa với quân đội và lực lượng an ninh Nga.[286]
- Trung Quốc không lên án hành động của Nga, đồng thời bác bỏ cụm từ "xâm lược". Chủ tịch Trung Quốc Tập Cận Bình cho biết Trung Quốc ủng hộ Nga trong nỗ lực giải quyết khủng hoảng Ukraina thông qua đối thoại.[285]
- Afghanistan Chính phủ lâm thời Taliban kêu gọi các bên liên quan đến xung đột ở Ukraina kiềm chế, nhấn mạnh giữ lập trường trung lập trong vấn đề này.[285]
- Việt Nam hết sức quan ngại trước tình hình xung đột vũ trang ở Ukraina và kêu gọi các bên liên quan kiềm chế, tuân thủ Hiến chương Liên Hợp Quốc và các nguyên tắc cơ bản của luật pháp quốc tế, không sử dụng vũ lực, bảo vệ người dân, tiếp tục đối thoại tìm kiếm giải pháp hoà bình, góp phần bảo đảm hòa bình, an ninh, ổn định, hợp tác ở khu vực và trên toàn thế giới.[287]
- Hàng loạt nước chiếu đèn màu Quốc kỳ Ukraina thể hiện sự ủng hộ như: Công viên Cinquantenaire (Brussels), Đấu trường La Mã (Rome), Cổng Brandenburg (Berlin), Tòa thị chính Paris, nhà ga Phố Flinders (Melbourne).[285][288]

### Các tổ chức, liên đoàn
- Liên Hợp Quốc - Đại Hội đồng Liên Hợp Quốc thông qua Nghị quyết ES-11/1 cực lực lên án "sự xâm lược của Liên bang Nga chống lại Ukraina" (aggression by the Russian Federation against Ukraine) và kêu gọi Nga lập tức rút hỏi Ukraina.[11]
- Liên minh châu Âu (EU) cho biết lệnh trừng phạt mới sẽ nhắm vào 70% ngân hàng và các công ty quốc doanh tại Nga. EU cũng hạn chế xuất khẩu trong lĩnh vực tài chính, năng lượng, giao thông, dầu mỏ, linh kiện hàng không. Nhiều quan chức Nga cũng bị cấm đi lại ở châu Âu.[285][286] Liên minh Châu Âu (EU) đưa 21 hãng hàng không Nga[289] vào danh sách đen do những lo ngại về an toàn bay, qua đó chính thức đóng cửa hoàn toàn không phận với 21 hãng hàng không này.[290]
- Liên đoàn bóng đá châu Âu (UEFA) quyết định không cho thành phố St. Petersburg của Nga đăng cai chung kết Champions League. Địa điểm mới là ở thủ đô Paris của Pháp. UEFA cho biết những trận đấu trên sân nhà của các câu lạc bộ cùng tuyển quốc gia Ukraina và Nga sẽ diễn ra ở các địa điểm trung lập.[285]
- Liên đoàn bóng đá Ba Lan (PZPN), Thụy Điển (SvFF), Cộng hòa Séc (FACR) tuyên bố từ chối tham gia các trận đấu với Nga trong khuôn khổ vòng Play-off thuộc vòng loại World Cup 2022.[291]
- Liên đoàn bóng đá Châu Âu (UEFA) và Liên đoàn bóng đá Thế giới (FIFA) loại các câu lạc bộ của Nga và đội tuyển quốc gia nước này ra khỏi các giải đấu do UEFA và FIFA tổ chức cho đến khi có thông báo mới.[292]
- Giải đua xe Công thức 1 vốn được lên lịch vào tháng 9 ở Sochi ở Nga bị hủy bỏ, dự kiến dời sang đường đua ở Istanbul, Thổ Nhĩ Kỳ.[285]
- Giáo hoàng Phanxicô có cuộc gặp với đại sứ Nga tại Vatican để bày tỏ quan ngại về cuộc xâm lược Ukraina.[285]
- Nhóm Anonymous tuyên chiến với Nga trên không gian mạng ở trên Twitter[293]. Anonymous cảnh báo sẽ tấn công vào các hệ thống mạng của cơ quan chính phủ Nga. Khi cuộc chiến đang xảy ra thì nhóm đã hack sập thành công trang web của Bộ Quốc phòng Nga và kênh RT.[294]
- Hiệp hội Viễn thông Tài chính Liên ngân hàng Toàn cầu (SWIFT) loại Nga khỏi hiệp hội này. Việc Nga bị loại khỏi hệ thống SWIFT sẽ khiến các ngân hàng của nước này mất kết nối với hệ thống tài chính quốc tế và bị tổn hại năng lực hoạt động toàn cầu.[295][296]
- Ngày 06 tháng 4 năm 2022, Liên Hợp Quốc đình chỉ tư cách thành viên của Nga trong Hội đồng Nhân quyền Liên Hợp Quốc. Hoa Kỳ là bên kêu gọi việc bỏ phiếu và có 93 phiếu thuận, 24 phiếu chống và 58 phiếu trắng. Nga hiện đang ở năm thứ 2 của nhiệm kỳ 3 năm của Hội đồng Nhân quyền có trụ sở tại Geneva, Thụy Sĩ. Hội đồng này không thể đưa ra các quyết định ràng buộc về mặt pháp lý, nhưng các quyết định của hội đồng gửi đi các thông điệp chính trị quan trọng và có thể dẫn tới việc mở các cuộc điều tra.[297]

## Phản ứng của Nga trước các lệnh cấm vận
Tổng thống Nga Vladimir Vladimirovich Putin cảnh báo không có lệnh cấm vận mới nào có thể ngăn chặn Nga làm điều nước này muốn vì Nga đã có kinh nghiệm đối phó các lệnh cấm vận trong nhiều năm.
Nga công bố phản ứng đầu tiên trước các lệnh trừng phạt của phương Tây. Theo đó, nước này cấm máy bay Anh tới Nga hoặc đi qua không phận của mình. Điều này có thể ảnh hưởng đến các chuyến bay từ London đến châu Á, theo New York Times.

## Biểu tình

### Ở Nga

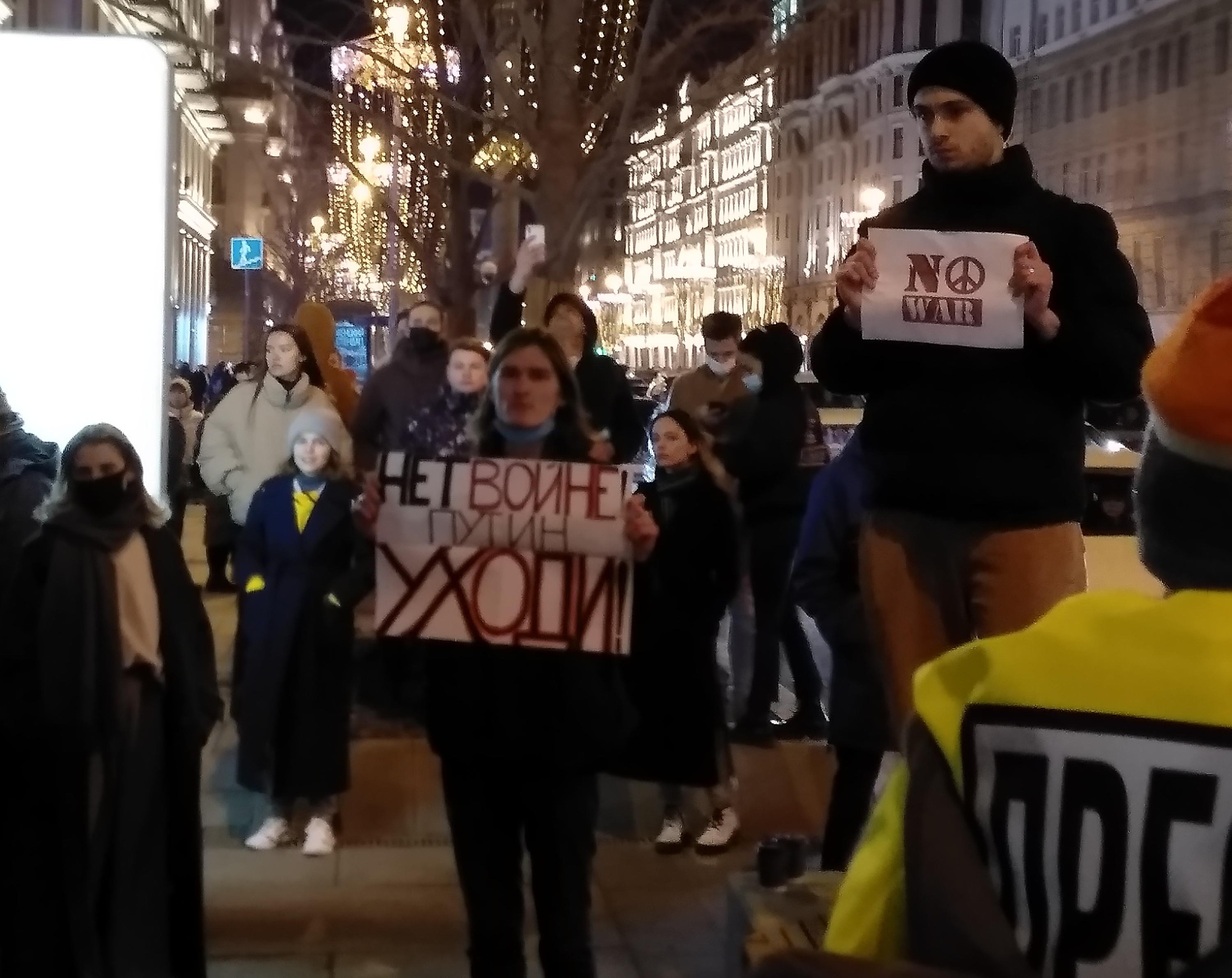
Người biểu tình ở Moskva, 24 tháng 2 2022

Theo OVD-Info, gần 2.000 người Nga tại 60 thành phố trên khắp nước Nga đã bị cảnh sát bắt giữ vào ngày 24 tháng 2 vì phản đối cuộc xâm lược Ukraina của Nga. Vào ngày 27 tháng 2, tường thuật cho biết tổng cộng hơn 5.900 người biểu tình đã bị bắt giữ. Bộ Nội vụ Nga biện minh cho những vụ bắt giữ này là do "các hạn chế về coronavirus, bao gồm cả các sự kiện công cộng" vẫn tiếp tục được áp dụng. Chính quyền Nga đã cảnh báo người Nga về những hậu quả pháp lý khi tham gia các cuộc biểu tình phản chiến. Người đoạt giải Nobel Hòa bình Dmitry Muratov thông báo rằng tờ Novaya Gazeta sẽ xuất bản ấn bản tiếp theo bằng cả tiếng Ukraina và tiếng Nga. Muratov, nhà báo Mikhail Zygar, đạo diễn Vladimir Mirzoyev, và những người khác đã ký một văn bản khẳng định Ukraina không phải là mối đe dọa đối với Nga và kêu gọi công dân Nga lên án chiến tranh.
Elena Chernenko, một nhà báo của tờ Kommersant, đã cho lưu hành một bức thư ngỏ chống chiến tranh có chữ ký của 170 nhà báo và học giả. Mikhail Fridman, một trong những nhà tài phiệt Nga, nói rằng cuộc chiến sẽ "gây thiệt hại cho hai quốc gia đã là anh em hàng trăm năm" và kêu gọi "chấm dứt đổ máu". Ba thành viên Đảng Cộng sản đại biểu của quốc hội thuộc Đảng Cộng sản Liên bang Nga, những người đã ủng hộ nghị quyết công nhận các nước cộng hòa nhân dân Donetsk và Luhansk tin rằng đó là một sứ mệnh gìn giữ hòa bình chứ không phải một cuộc xâm lược toàn diện, là những thành viên duy nhất của Duma lên tiếng phản đối chiến tranh. Đại biểu hạ viện Duma Mikhail Matveev đã bỏ phiếu ủng hộ việc công nhận hai nước cộng hòa nhân dân Donetsk và Luhansk nhưng sau đó lên án việc Nga xâm lược Ukraina. Đại biểu Oleg Smolin cho biết ông bị "sốc" trước cuộc xâm lược.
Hơn 30.000 nhân viên công nghệ, 6.000 nhân viên y tế, 3.400 kiến trúc sư, hơn 4.300 giáo viên, và 2.000 diễn viên, đạo diễn và các nghệ sĩ khác đã ký tên vào bản kiến nghị kêu gọi chính phủ Putin chấm dứt chiến tranh. Nhà hoạt động nhân quyền Nga Lev Ponomaryov lập một bản kiến nghị để phản đối cuộc xâm lược thu hút được hơn 750.000 chữ ký cho đến ngày 26 tháng 2. Những người sáng lập phong trào kỷ niệm Trung đoàn Bất tử, trong đó những người Nga bình thường hàng năm diễu hành với các bức ảnh của các thành viên gia đình cựu chiến binh để đánh dấu Ngày Chiến thắng trong Thế chiến II vào ngày 9 tháng 5, kêu gọi Putin ngừng bắn, mô tả việc sử dụng vũ lực là vô nhân đạo.

### Bên ngoài Nga

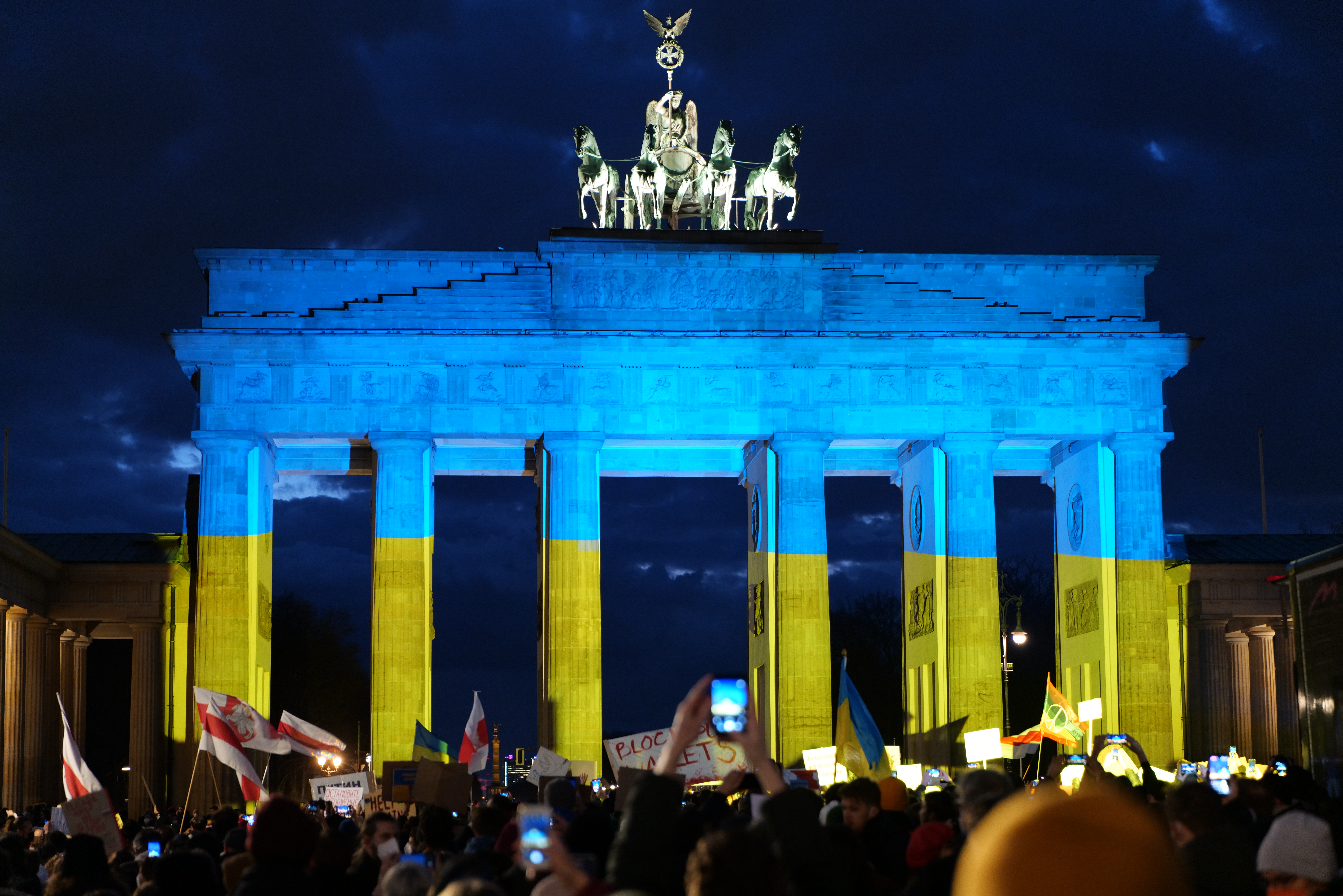
Cổng Brandenburg được rọi sáng với màu cờ Ukraina trong cuộc biểu tình tỏ tình đoàn kết ở Berlin, Đức, ngày 24 tháng 2 năm 2022. Cổng có thể nhìn thấy từ Đại sứ quán Nga gần đó.

Các cuộc biểu tình ủng hộ Ukraina đã bùng phát ra ở các thành phố trên toàn thế giới.
- Tại Cộng hòa Séc, khoảng 80.000 người đã biểu tình tại Quảng trường Wenceslas ở Praha.[359]
- Vào ngày 27 tháng 2, hơn 100.000 người đã tập trung tại Berlin để phản đối cuộc xâm lược của Nga.[360]
- Trong một cuộc bỏ phiếu trưng cầu dân ý về hiến pháp, những người biểu tình Belarus ở Minsk đã hô vang "Không chiến tranh" tại các điểm bỏ phiếu.[361]
- Vào ngày 28 tháng 2, thay vì diễu hành Carnival ở Köln theo truyền thống, lễ rước Rosenmontag ở Köln, đã bị hủy bỏ do COVID-19 vài ngày trước đó,[362][363] hơn 250.000 người, thay vì 30.000 như dự kiến, đã tập hợp ở Köln trong một cuộc tuần hành hòa bình để phản đối cuộc xâm lược của Nga.[364]
- Một phong trào tẩy chay đối với các sản phẩm của Nga và Belarus đã lan rộng, đáng chú ý nhất là ở các nước Baltic. Ở Lithuania, Latvia và Estonia, hầu hết các siêu thị đều loại bỏ các sản phẩm của Nga và Belarus, chẳng hạn như thực phẩm, đồ uống, tạp chí và báo, trong đó Coop, Rimi, Maxima và Barbora là những chuỗi siêu thị đáng chú ý nhất tham gia cuộc tẩy chay.[365][366][367]
- Tại Canada, các ban kiểm soát rượu của một số tỉnh, được lệnh loại bỏ các sản phẩm rượu của Nga khỏi các cửa hàng bán lẻ.[368][369]
- Tại Hoa Kỳ, các chính trị gia ở Ohio, New Hampshire và Utah đã đặt ra các hạn chế pháp lý đối với việc bán rượu của Nga và nhiều quán bar, nhà hàng và nhà bán lẻ rượu đã tự ý loại bỏ các nhãn hiệu của Nga khỏi các sản phẩm của họ, với một số hỗ trợ các loại rượu của Ukraina trong một chương trình tiếp theo để bày tỏ sự đoàn kết với Ukraina.[370][371] Sau các cuộc phản đối, cả Alko và Systembolaget, công ty độc quyền về rượu của Phần Lan và Thụy Điển, đã ngừng bán đồ uống có cồn của Nga.[372] Ngoài ra, hai nhà bán lẻ chính của Phần Lan, S-Group và Kesko, đã loại bỏ hàng hóa của Nga khỏi các kệ hàng của họ.[373]